# New York Knicks
O New York Knickerbockers, mais comumente chamados de New York Knicks, é um time de basquete profissional americano baseado no bairro de Manhattan em Nova York. Os Knicks competem na National Basketball Association (NBA) como um membro da Divisão do Atlântico da Conferência Leste. A equipe joga seus jogos em casa no Madison Square Garden, uma arena que divide com o New York Rangers da National Hockey League (NHL). Eles são uma das duas equipes da NBA localizadas na cidade de Nova York; a outra equipe é o Brooklyn Nets. Ao lado do Boston Celtics, os Knicks são uma das duas equipes originais da NBA ainda localizadas em sua cidade original.
A equipe, fundada por Ned Irish em 1946, foi um dos membros fundadores da Basketball Association of America (BAA), que se tornou a NBA após se fundir com a rival National Basketball League (NBL) em 1949. Os Knicks tiveram sucesso durante seus primeiros anos e foram constantes nos playoffs sob comando do primeiro treinador da franquia, Joe Lapchick. A partir de 1950, os Knicks fizeram três aparições consecutivas nas finais da NBA, onde foi derrotado em todas. Red Holzman se tornou o técnico principal e conduziu a equipe para dois títulos da NBA em 1970 e 1973. Os Knicks da década de 1980 tiveram um sucesso misto, que incluiu seis participações em playoffs; no entanto, eles não conseguiram participar das finais da NBA.
Os Knicks da década de 1990 foi liderado por Patrick Ewing; esta era foi marcada por grandes rivalidades com o Chicago Bulls, Indiana Pacers e Miami Heat. Durante este tempo, eles eram conhecidos pela força defensiva sob o comando dos treinadores Pat Riley e Jeff Van Gundy, fazendo aparições nas finais da NBA em 1994 e 1999. No entanto, eles não conseguiram vencer um título da NBA durante essa época. Desde 2000, os Knicks têm lutado para recuperar seus sucessos anteriores. Eles conquistaram o seu primeiro título de divisão em 19 anos em 2012–13, liderados por Carmelo Anthony e Amar'e Stoudemire. Eles acabaram sendo eliminados nas semifinais da Conferência Leste pelo Indiana Pacers e só voltaram aos playoffs em 2021.

## História

### 1946–1967: Primeiros anos
Em 1946, o basquete, particularmente o basquete universitário, era um esporte crescente e cada vez mais lucrativo na cidade de Nova York. O hóquei era outro esporte popular na época e gerou lucros consideráveis; no entanto, as arenas não eram usadas com frequência. Max Kase, um jornalista esportivo de Nova York, tornou-se editor de esportes no Boston American nos anos 1930, quando conheceu Walter A. Brown, dono do Boston Garden. Kase desenvolveu a ideia de uma liga profissional organizada e sentiu que poderia se tornar lucrativa se montada corretamente. Brown, intrigado com a oportunidade de obter renda adicional quando as equipes de hóquei não estavam jogando, contatou vários proprietários de arena. Em 6 de junho de 1946, Kase, Brown e um grupo de dezessete pessoas se reuniram no Commodore Hotel, na cidade de Nova York, e criaram a Basketball Association of America (BAA), onde as franquias eram concedidas às principais cidades do país.
Ned Irish, promotor de basquete universitário, jornalista esportivo aposentado e depois presidente do Madison Square Garden, estava presente. Kase originalmente planejou possuir e operar a franquia de Nova York e se aproximou de Irish com uma proposta para arrendar o Garden. Irish explicou que as regras da Associação de Diretores de Arena da América declaravam que o Madison Square Garden era obrigado a possuir quaisquer equipes profissionais que jogassem na arena. No dia da reunião, Kase fez sua proposta aos proprietários; no entanto, ficaram muito mais impressionados com Irish e seus vastos recursos; Kase cedeu e a franquia foi concedida a ele.
Irish queria um nome distinto para sua franquia que era representante da cidade de Nova York. Ele convocou membros de sua equipe para uma reunião para votarem. Após a contagem dos votos, a franquia foi nomeada como Knickerbockers. O nome "Knickerbocker" vem do pseudônimo usado por Washington Irving em seu livro "A History of New York", um nome que foi aplicado aos descendentes dos colonizadores holandeses do que mais tarde se tornou Nova York, e mais tarde, por extensão, os Nova Iorquinhos em geral. Em busca de um treinador, Irish se aproximou do bem-sucedido técnico da Universidade de São João, Joe Lapchick, em maio de 1946. Lapchick prontamente aceitou depois que Irish prometeu fazer dele o técnico mais bem pago da liga; no entanto, ele pediu que permanecesse por uma temporada em St. John na esperança de ganhar um último título. Irish contratou o ex-treinador do Manhattan College, Neil Cohalan, como treinador interino para o primeiro ano da equipe.
Sem nenhum draft da faculdade no ano inicial da liga, não havia garantia de que os Knicks ou a própria liga prosperariam. Consequentemente, as equipes se concentraram em contratar jogadores universitários de suas respectivas cidades como forma de promover a liga profissional. Os Knicks realizou seu primeiro acampamento de treinamento nas Montanhas Catskill no Nevele Country Club. Vinte e cinco jogadores foram convidados a participar dos treinos, eles trabalhavam duas vezes por dia e a química entre os nativos de Nova York era instantânea. Com um elenco montado, os Knicks enfrentaram o Toronto Huskies no Maple Leaf Gardens em 1 de novembro de 1946, no que seria o primeiro jogo da franquia - assim como o primeiro na história da liga. Diante de 7.090 espectadores, os Knicks derrotaram os Huskies por 68-66 com Leo Gottlieb liderando os Knicks na pontuação com 14 pontos. Com a agenda lotada do Madison Square Garden, os Knicks foram forçados a jogar muitos de seus jogos em casa no 69th Regiment Armory durante os primeiros anos da equipe. Os Knicks terminaram a sua campanha inaugural com um recorde de 33-27 e conseguiram um lugar nos playoff sob o comando de Cohalan. Os Knicks enfrentaram o Cleveland Rebels nas quartas de final, vencendo a série por 2-1. No entanto, os Knicks foram varridos pelos Philadelphia Warriors nas semifinais.
Como prometido, Lapchick assumiu a equipe em 1947 e seis novos jogadores foram contratados, incluindo Carl Braun e o Nipo-americano Wataru Misaka, o primeiro jogador de basquete profissional não-caucasiano. Sob o comando de Lapchick, os Knicks fez nove aparições seguidas nos playoffs a partir de 1947. Braun, que tinha em média 14,3 pontos, emergiu como o astro do time e se juntou a Dick Holub e Bud Palmer para representar metade do ataque da equipe. Apesar disso, os Knicks tiveram um recorde de 26-22 e ficou em segundo na Divisão Leste, garantindo um confronto de playoff contra o Baltimore Bullets, onde eles perderam. No Draft de 1948, os Knicks selecionaram dois futuros jogadores do Hall of Fame: Dolph Schayes e Harry Gallatin. Os Knicks estavam desconfiado do talento de Schayes, o que o levou a sair para jogar pelo Syracuse Nationals. Apesar de perder Schayes, a equipe começou bem o ano com 17-8 antes de ter uma queda. Eles terminaram o ano com uma sequência de vitórias de sete jogos para terminar com um recorde de 32-28 e uma terceira aparição nos playoffs. Os Knicks derrotou os Bullets em uma revanche de seu encontro anterior em 1947, no entanto, eles perderam na rodada seguinte para o Washington Capitols.

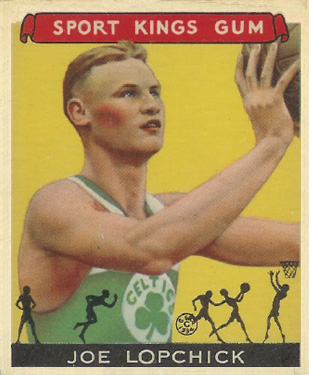
Lapchick foi responsável por liderar os Knicks durante o seu sucesso inicial. No entanto, esses sucesso nunca culminou com uma vitória nas finais da NBA.

Antes do início da temporada de 1949-50, a BAA fundiu-se com a National Basketball League para formar a National Basketball Association, com a BAA absorvendo seis equipes. Apesar dos realinhamentos de divisão, os Knicks permaneceram na Conferência Leste. A equipe continuou seu domínio sob o comando de Lapchick, vencendo 40 jogos; no entanto, eles perderam as finais da Divisão Leste para o Syracuse Nationals.
Na temporada seguinte, os Knicks fez a contratação histórica de Sweetwater Clifton, tornando-se o primeiro time de basquete profissional a contratar um jogador afro-americano. Durante essa mesma temporada, os Knicks terminaram com um recorde de 36-30. Apesar de terem ficado em terceiro na sua divisão, garantiram um lugar nos playoff e começaram a primeira de três viagens consecutivas para as Finais da NBA. Apesar de seu sucesso, os Knicks não conseguiram superar o Rochester Royals. Nos dois anos seguintes, em 1952 e 1953, Nova York perdeu para o Minneapolis Lakers nas finais.
Após estas derrotas consecutivas, os Knicks foram para os playoffs nos dois anos subsequentes mas não tiveram sucesso. Lapchick renunciou ao cargo de treinador da equipe em janeiro de 1956, citando problemas relacionados à saúde. Vince Boryla fez sua estreia em fevereiro de 1956 como o novo treinador dos Knicks em uma vitória sobre o St. Louis Hawks. No entanto, depois de duas temporadas de fraco desempenho e sem nenhuma aparição nos playoffs, Boryla apresentou sua renúncia do time em abril de 1958.
Tentando recuperar o seu domínio anterior, Andrew Levane foi nomeado o treinador principal e em seu primeiro ano, os resultados foram significativamente melhores. A equipe terminou com um recorde de 40-32, garantindo o seu lugar nos playoff. No entanto, os Knicks não conseguiu passar das semifinais da Divisão Leste. O plantel liderado por Levane não teve bons resultados no começo da temporada de 1959-60 e sob pressão crescente, Levane pediu demissão e foi imediatamente substituído por Carl Braun, que se tornou o primeiro jogador-treinador da equipe. A equipe não se saiu muito melhor com Braun e os Knicks contrataram Eddie Donovan. Durante o mandato de Donovan, Nova York não conseguiu um lugar nos playoff. Como prova de sua má fase, em 2 de março de 1962, os Knicks enfrentaram o Philadelphia Warriors em Hershey, Pensilvânia, onde deixaram Wilt Chamberlain marcar um recorde da NBA de 100 pontos em uma vitória dos Warrios por 169-147.
Em 1964, a franquia começou a tomar um rumo firme. Os Knicks selecionou Willis Reed no Draft, que causou um impacto imediato na quadra e foi eleito o Novato do Ano. No entanto, os líderes da equipe ainda permaneciam em fluxo. Em uma tentativa de reorganizar, os Knicks nomearam Harry Gallatin como treinador principal, enquanto atribuía Donovan à posição de gerente geral. Após um início lento em 1965, Dick McGuire, outro ex-Knicks, substituiu seu ex-companheiro de equipe Gallatin no meio da temporada. Embora ele não tenha conseguido guiar a equipe para os playoffs em 1965, ele conseguiu fazê-lo na temporada seguinte. No entanto, os Knicks perderam nas semis-finais da Divisão Leste. McGuire foi abruptamente substituído no meio da temporada de 1967-68, depois que a equipe começou a temporada com um recorde de 15-22.

### 1967-1975: Títulos
A equipe decidiu contratar o técnico Red Holzman, cujo impacto foi imediato. Sob sua direção, os Knicks terminaram com um recorde de 43 vitórias indo para os playoffs, mas a equipe foi novamente derrotados nas semifinais da Divisão Leste pelo Philadelphia 76ers. No entanto, seu elenco foi se juntando lentamente, os novatos Phil Jackson e Walt Frazier foram nomeados para a Equipe de Novatos NBA e Dick Barnett e Willis Reed se apresentaram no All-Star Game de 1968.

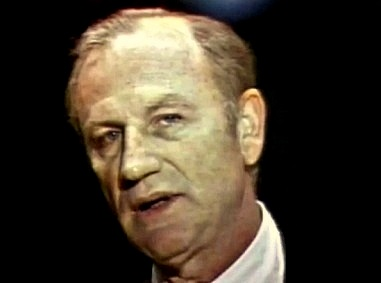
William "Red" Holzman guiou os Knicks para dois títulos durante o seu mandato.

Na temporada seguinte, a equipe adquiriu Dave DeBusschere, do Detroit Pistons, e a equipe ficou com um recorde de 54-28. Nos playoffs, Nova York passou da primeira rodada pela primeira vez desde 1953, varrendo o Baltimore Bullets. Porém a equipe perdeu para o Boston Celtics nas finais da Divisão Leste.

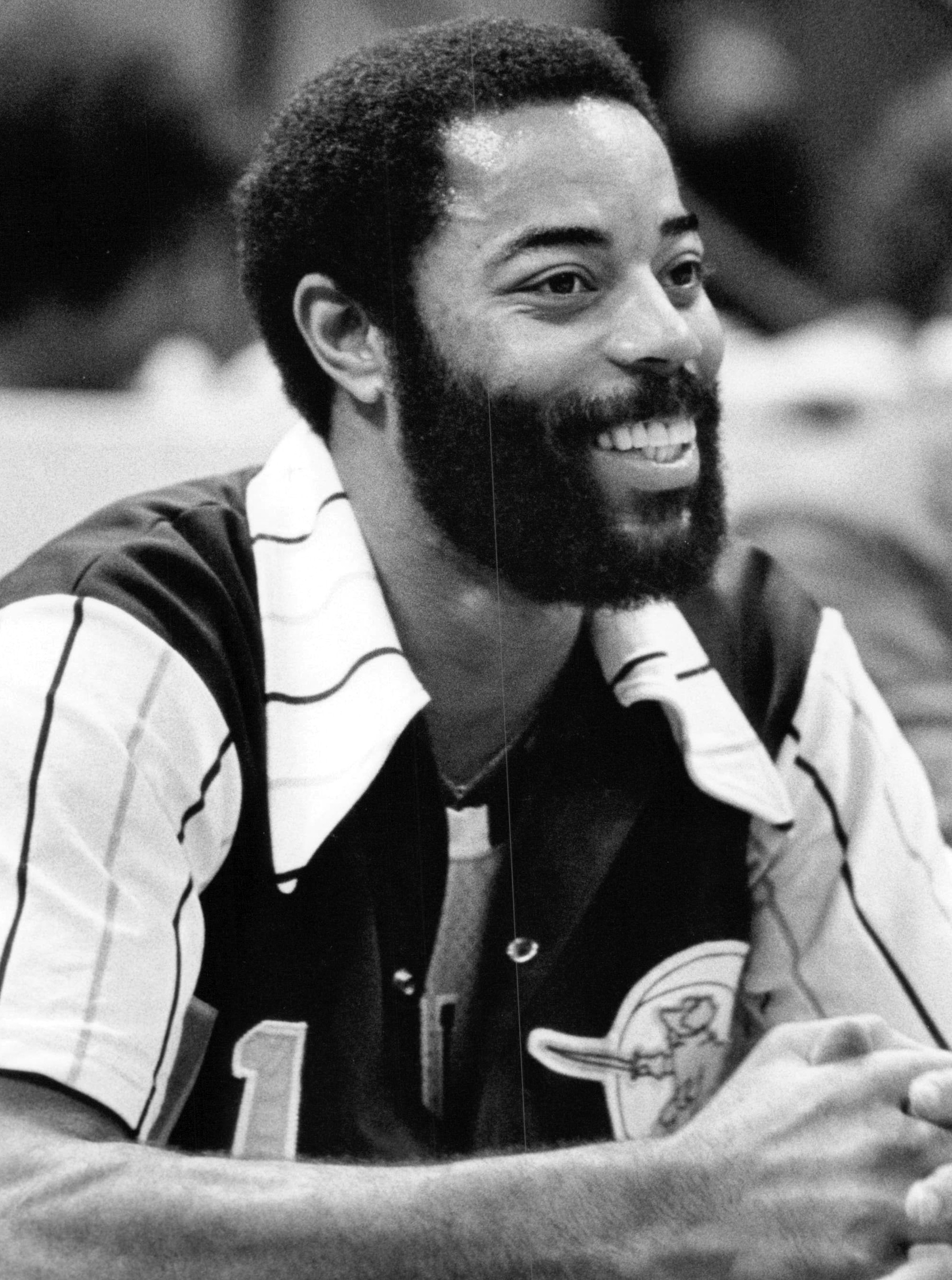
Walt "Clyde" Frazier

Na temporada de 1969-70, os Knicks tiveram um recorde na época de 18 vitórias consecutivas, a caminho de um recorde de 60-22, que foi o melhor recorde da temporada regular na história da franquia até aquele momento. Depois de derrotar os Bullets nas semifinais da Divisão Leste e o Milwaukee Bucks nas finais da Divisão Leste, os Knicks enfrentaram o Los Angeles Lakers nas finais da NBA. Com a série empatada em 2-2, Willis Reed rasgou um músculo em sua perna direita e ficou fora do jogo. Apesar de sua ausência, Nova York venceu o jogo, recuperando-se de um déficit de 16 pontos.
Sem o seu capitão lesionado, os Knicks perdeu o Jogo 6, estabelecendo um dos momentos mais famosos da história da NBA. Reed mancou para a quadra antes do sétimo jogo, determinado a jogar com a dor de sua lesão. Ele marcou as primeiras duas cestas de Nova York antes de ficar zerado no restante da competição. Embora ele não estivesse em plena força, o heroísmo de Reed inspirou a equipe e eles venceram o jogo por 113-99, permitindo que Nova York ganhasse o título que os iludiu por tanto tempo. Reed, que foi nomeado o MVP do All-Star e MVP da NBA nessa temporada, foi nomeado MVP das finais, tornando-se o primeiro jogador a atingir os três prêmios em uma única temporada.
O sucesso dos Knicks continuou pelos próximos anos. Depois de perder para o Bullets na final da Conferência Leste de 1971, a equipe, ajudada pelas aquisições de Jerry Lucas e Earl "The Pearl" Monroe, retornou às Finais em 1972. Desta vez, os Knicks caiu para os Lakers em cinco jogos. No ano seguinte, os resultados foram revertidos, com os Knicks derrotando os Lakers em cinco jogos para ganhar seu segundo título da NBA em quatro anos. A equipe teve mais uma temporada impressionante em 1973-74, quando chegou à final da Conferência Leste, onde caiu para os Celtics. Foi depois desta temporada que Willis Reed anunciou sua aposentadoria e a sorte da equipe começou a mudar mais uma vez.

### 1975-1985: Pós-título
Na temporada de 1974-75, os Knicks teve um recorde de 40-42, seu primeiro recorde de derrotas em oito temporadas. A equipe ainda se classificou para os playoffs, mas a oportunidade foi desperdiçada quando eles perderam para o Houston Rockets na primeira rodada. Depois de mais duas temporadas com recordes de derrotas, Holzman foi substituído no comando da equipe por Willis Reed, que assinou um contrato de três anos. No primeiro ano de Reed, Nova York terminou o ano com um recorde de 43-39 e voltou para as semifinais da Conferência Leste, onde foram varridos pelo Philadelphia 76ers. Na próxima temporada, depois que a equipe começou com um recorde de 6-8, Holzman foi recontratado como técnico da equipe depois que Reed irritou o presidente do Madison Square Garden, Sonny Werblin. A equipe não se saiu melhor sob a direção de Holzman, terminando com um recorde de 31-51, o pior deles em treze anos.
Depois de melhorar para um recorde de 39-43 na temporada de 1979-80, os Knicks registrou um recorde de 50-32 na temporada de 1980-81. Nos playoffs, o Chicago Bulls varreu Nova York. Holzman se aposentou na temporada seguinte como um dos treinadores mais vitoriosos da história da NBA. O recorde da equipe naquele ano foi de 33-49.
No entanto, o legado de Holzman continuaria através dos jogadores que ele influenciou. Um desses jogadores foi Phil Jackson que treinou o Chicago Bulls (de Michael Jordan/Scottie Pippen) e o Los Angeles Lakers (de Kobe Bryant/Shaquille O'Neal) para onze títulos da NBA, superando Red Auerbach com mais títulos na história da NBA. Jackson citou Holzman como uma influência significativa em sua carreira na NBA.
Hubie Brown substituiu Holzman como treinador principal e, em sua primeira temporada, a equipe teve um recorde de 44-38 e chegou à segunda rodada dos playoffs, onde foram derrotados pelo eventual campeão Philadelphia 76ers. Na temporada seguinte, a equipe, ajudada pela nova aquisição, Bernard King, melhorou para 47-35 e retornou aos playoffs. A equipe derrotou o Detroit Pistons na primeira rodada, antes de perder na segunda rodada para os Celtics. As lutas da equipe continuaram na temporada de 1984-85, quando perderam seus últimos 12 jogos para terminar com um recorde de 24-58. A primeira dessas derrotas ocorreu em 23 de março de 1985, quando King machucou o joelho e passou os 24 meses seguintes em reabilitação.

### 1985–2000: Era Patrick Ewing

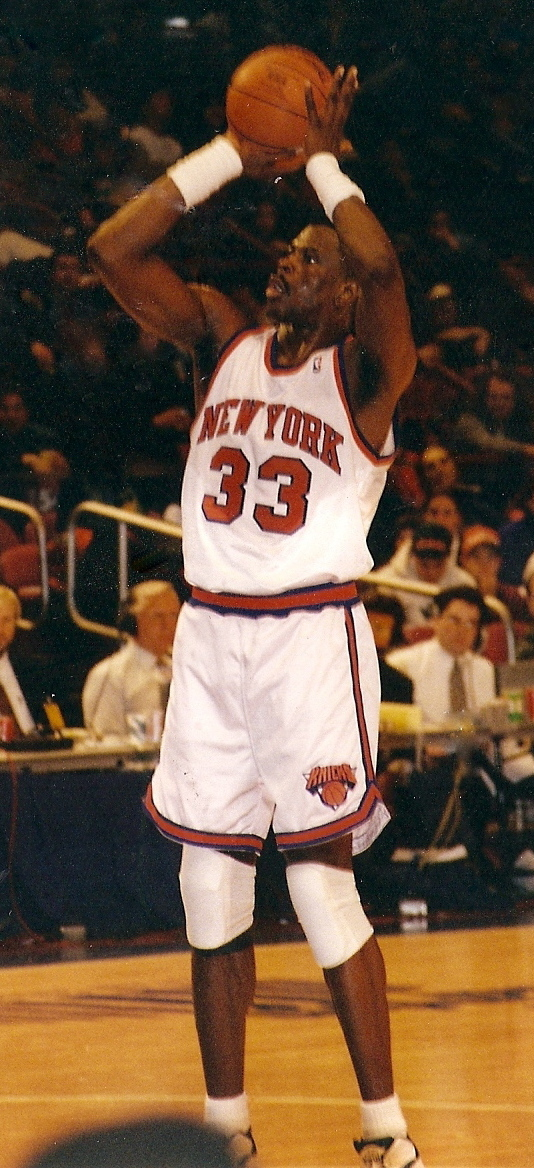
Patrick Ewing levou o Knicks para as finais em 1994 e 1999.

No verão de 1985, os Knicks entraram na primeira loteria do Draft da NBA. Os Knicks acabaram ganhando a escolha número um no Draft de 1985. Eles usaram a escolha para selecionar Patrick Ewing da Universidade de Georgetown. Na primeira temporada de Ewing com os Knicks, ele liderou todos os novatos em pontuação (20 pontos por jogo) e em rebotes (9 rebotes por jogo) além de ter ganho o Prêmio de Novato do Ano. A equipe também não se sairia bem, já que enfrentou um recorde de 23-59 em sua primeira temporada.
Durante a segunda temporada de Ewing, a equipe começou com um recorde de 4–12 e o técnico Hubie Brown foi demitido em favor do assistente Bob Hill. Sob o comando de Hill, os Knicks tiveram um breve sucesso, mas perderam 17 de seus 21 jogos finais da temporada para terminar com um recorde de 24-58 na temporada. Hill foi demitido no final da temporada.
A equipe imediatamente se recuperou na temporada de 1987-88 com a contratação de Rick Pitino como treinador principal. Combinado com a seleção de Mark Jackson que ganhou o Prêmio de Novato do Ano e com o consistente desempenho de Ewing, os Knicks foram para os playoffs com um recorde de 38-44, onde foram derrotado pelos Celtics na primeira rodada.
O ressurgimento continuou na temporada seguinte, quando a equipe trocou Bill Cartwright por Charles Oakley antes do início da temporada e depois registrou um recorde de 52-30, que foi bom o bastante para o primeiro título da divisão em dezoito anos e o quinto título da divisão na história da franquia. Nos playoffs, eles derrotaram os 76ers na primeira rodada antes de perder para o Chicago Bulls nas semifinais da Conferência Leste.
Antes do início da temporada de 1989-90, Pitino partiu para treinar para a Universidade de Kentucky deixando muitos atordoados por sua saída. O assistente Stu Jackson foi nomeado como substituto de Pitino, tornando-se o décimo quarto treinador da equipe e o mais jovem treinador da NBA, na época, aos 32 anos de idade. Sob a direção de Jackson, o Knicks tiveram um recorde de 45-37 e derrotou os Celtics na primeira rodada dos playoffs, eles perderam para o eventual campeão da NBA, Detroit Pistons, na próxima rodada. Jackson e os Knicks lutaram com um recorde de 7-8 para começar a temporada de 1990-91 e Jackson foi substituído por John MacLeod, que levou os Knicks a um recorde de 39-43 que foi bom o suficiente para levar a equipe a outra aparição nos playoff. Os Knicks foram varridos na primeira rodada pelo eventual campeão da NBA, Chicago Bulls.

#### 1991-1996: Os anos de Pat Riley / Don Nelson
Após a conclusão da temporada, MacLeod deixou a equipe para se tornar o treinador principal da Universidade de Notre Dame. O presidente David Checketts entrou em contato com Pat Riley, que estava trabalhando como comentarista da NBC, para ver se ele estava interessado em voltar ao treinamento. Riley aceitou a proposta do Knicks em 31 de maio de 1991. Riley, que treinou os Lakers para quatro títulos da NBA durante a década de 1980, implementou um estilo físico e áspero, enfatizando a defesa. Sob o comando de Riley, a equipe, liderada por Ewing e John Starks, que marcou 24 pontos e 13,9 pontos por jogo respectivamente, melhorou para um recorde de 51 vitórias, empatando em primeiro lugar na Divisão do Atlântico. Depois de derrotar os Pistons na primeira rodada dos playoffs, a equipe enfrentou os Bulls, perdendo a série por 4-3. A temporada de 1992-93 provou ser ainda mais bem-sucedida, já que os Knicks venceu a Divisão do Atlântico com um recorde de 60-22. Depois de derrotar o Indiana Pacers e Charlotte Hornets nas duas primeiras rodadas dos playoffs, os Knicks chegaram às finais da Conferência Leste, onde mais uma vez encontraram os Bulls e mais uma vez perderam.
Depois que Michael Jordan fez o que seria sua primeira aposentadoria do basquete antes da temporada de 1993-94, muitos viram isso como uma oportunidade para os Knicks finalmente chegarem às finais da NBA. A equipe mais uma vez venceu a Divisão do Atlântico com um recorde de 57-25. Nos playoffs, eles começaram por derrotar o New Jersey Nets na primeira rodada antes de finalmente passarem pelos Bulls, derrotando-os na segunda rodada. Nas finais da Conferência Leste, eles enfrentaram o Indiana Pacers, ganharam por 4-3 e alcançaram suas primeiras finais da NBA desde 1973.
Nas Finais, os Knicks jogaram contra o Houston Rockets. Depois de dividir os dois primeiros jogos em Houston, os Knicks venceram dois dos três jogos no Madison Square Garden. No Jogo 6, os Rockets venceram por 86-84 e forçaram um Jogo 7. Os Knicks perdeu o Jogo 7 por 90-84, creditado em grande parte ao péssimo desempenho de John Starks e a recusa de Riley em retirar Starks, apesar de ter jogadores reservas que eram famosos como Rolando Blackman e Hubert Davis. A derrota negou a Nova York a distinção de ter títulos da NBA e da NHL no mesmo ano (New York Rangers havia ganho a Stanley Cup).
No ano seguinte, os Knicks ficaram em segundo lugar na Divisão do Atlântico, com um recorde de 55-27. A equipe derrotou o Cleveland Cavaliers antes de enfrentar os Pacers novamente na segunda rodada. O tom da série Knicks-Pacers foi estabelecido no primeiro jogo, já que Reggie Miller se tornou um embaraço para os Knicks ao marcar oito pontos nos últimos oito segundos do jogo, dando aos Pacers uma vitória por 107-105. A série foi para o Jogo 7 com os Pacers garantindo a vitória por 97-95. Riley se demitiu no dia seguinte e a franquia contratou Don Nelson como seu novo treinador.
Contudo, a abordagem de Nelson colidiu com a identidade defensiva do Knicks, e durante a temporada de 1995-96, Nelson foi demitido após 59 jogos e, em vez de procurar outro treinador conhecido, os Knicks contrataram o antigo assistente, Jeff Van Gundy. A equipe acabou com um recorde de 47-35 naquele ano e varreu os Cavaliers na primeira rodada dos playoffs antes de perder para o eventual campeão Bulls.

#### 1996–2000: Os anos de Jeff Van Gundy
Na temporada de 1996-97, os Knicks registraram um recorde de 57-25. Nos playoffs, eles varreram o Charlotte Hornets na primeira rodada antes de enfrentar o Miami Heat (treinado por Riley) na segunda rodada. Os Knicks tinham uma vantagem de 3-1 na série antes de uma briga perto do final do Jogo 5 resultar em suspensões de jogadores-chave. Muitos dos jogadores suspensos dos Knicks, Ewing em particular, foram disciplinados não por participar da briga em si, mas por violar uma regra da NBA que estipula que um jogador não pode sair do banco durante uma briga (a regra foi posteriormente alterada). Com Ewing e Allan Houston suspensos para o Jogo 6, Larry Johnson e John Starks suspensos para o Jogo 7, e Charlie Ward suspenso por ambos, os Knicks perdeu a série.
A temporada de 1997-98 foi marcada por uma lesão no pulso de Ewing em 22 de dezembro, que o obrigou a perder o resto da temporada e grande parte dos playoffs. A equipe, que teve um recorde de 43-39 naquela temporada, ainda conseguiu derrotar o Heat na primeira rodada (uma série que viu outra briga no final do jogo 4, desta vez entre Johnson e Alonzo Luto) dos playoffs antes de ter outra reunião com os Pacers na segunda rodada. Ewing retornou a tempo para o Jogo dois da série. Desta vez, os Pacers venceram facilmente a série em cinco jogos, quando Reggie Miller mais uma vez quebrou o coração dos fãs dos Knicks ao acertar uma cesta de três pontos com 5.1 segundos restantes no Jogo 4. Pelo quarto ano consecutivo, os Knicks foram eliminados na segunda rodada dos playoffs.
Antes da temporada encurtada de 1998–99, os Knicks trocaram Charles Oakley com o Toronto Raptors por Marcus Camby enquanto também negociavam John Starks em um pacote com o Golden State Warriors por Latrell Sprewell. Depois de entrar nos playoffs com um recorde de 27-23, os Knicks começaram um conto de Cinderela. Tudo começou com os Knicks eliminando o Heat na primeira rodada depois que Allan Houston fez o ponto da vitória com 0,8 segundos restantes no quinto jogo decisivo. Esta virada notável marcou apenas a segunda vez na história da NBA que um time que teve 8° melhor campanha derrotou a equipe de melhor campanha nos playoffs da NBA. Depois de derrotar o Atlanta Hawks na segunda rodada, eles enfrentaram os Pacers mais uma vez nas finais da Conferência Leste. Apesar de ter perdido Ewing devido a lesões antes do Jogo 3, os Knicks venceu a série para se tornar o primeiro time com a 8° melhor campanha a chegar às finais da NBA. No entanto, nas finais, o San Antonio Spurs, com os superstars David Robinson e Tim Duncan, provou ser demais para os Knicks e eles ganharam em cinco jogos.
A temporada de 1999-2000 viria a ser a última de Ewing em Nova York. Os Knicks que tiveram um recorde de 50-32 naquela temporada, varreu o Toronto Raptors na primeira rodada e derrotou o Miami Heat em outra dramática série de 7 jogos. No entanto, eles perderam nas finais da Conferência Leste para o Indiana Pacers, liderado por Reggie Miller, em seis jogos. Após a temporada, Ewing foi negociado para o Seattle SuperSonics, e a era Ewing, que produziu muitas aparições bem-sucedidas nos playoffs mas nenhum título, chegou ao fim.

### 2000–2003: Queda

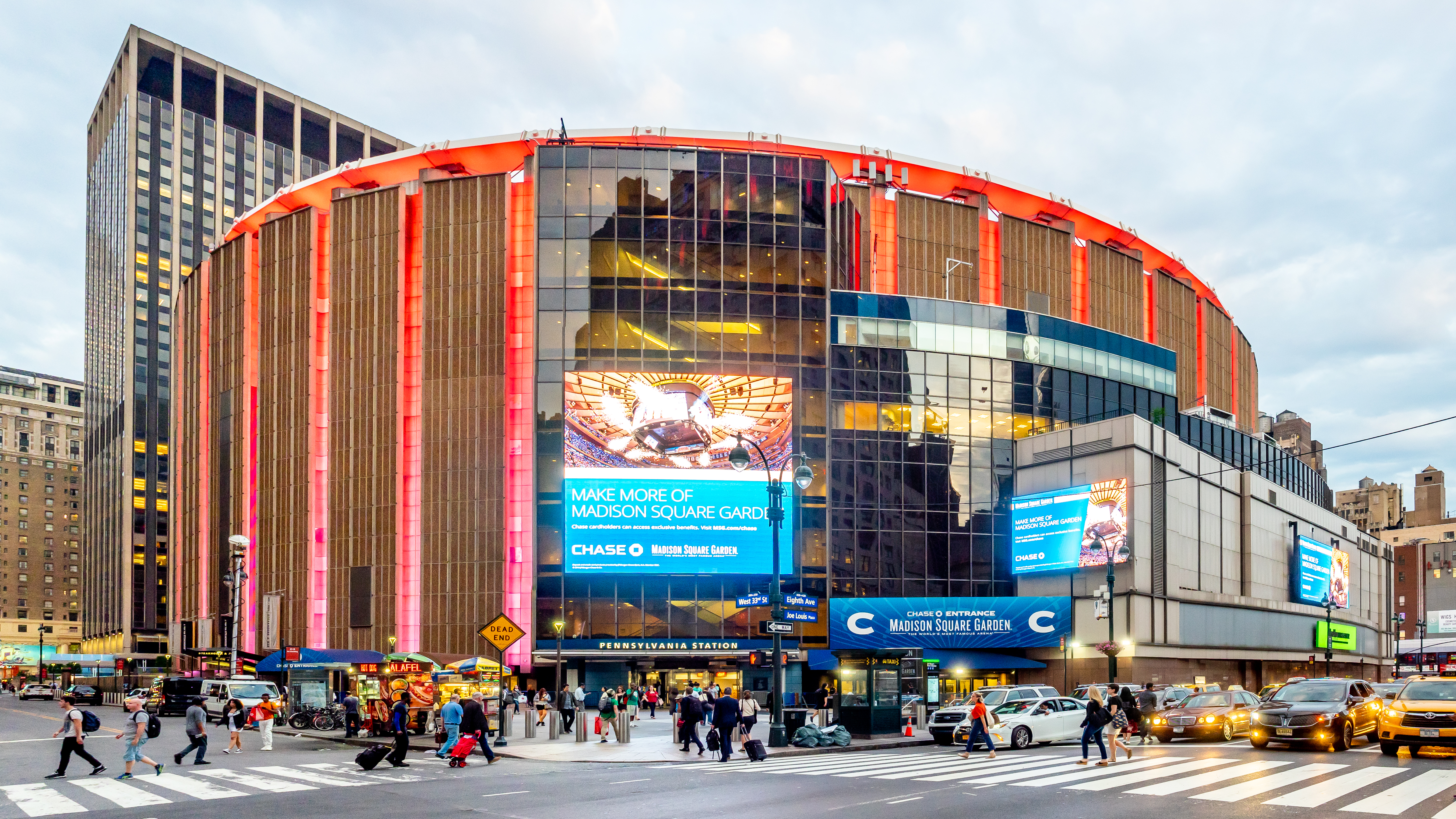
O Madison Square Garden é a casa dos Knicks desde 1968.

Apesar da saída de Ewing, os Knicks permaneceu bem sucedido na temporada regular e tiveram um recorde de 48-34. No entanto, na primeira rodada dos playoffs, Nova York perdeu para o Toronto Raptors em cinco jogos, não conseguindo passar da primeira rodada dos playoffs pela primeira vez em uma década. Apesar de seu recente sucesso, Van Gundy inesperadamente renunciou ao comando técnico em 8 de dezembro de 2001, explicando que "perdera o foco e não seria mais capaz de treinar a equipe adequadamente". A equipe, que nomeou o antigo assistente Don Chaney como seu novo treinador, terminou a temporada com um recorde de 30-52 e pela primeira vez, desde a temporada de 1986-87, não se classificou para os playoffs.
Em outubro de 2002, a equipe decidiu estender o contrato de Chaney por mais um ano. Em vez de reconstruir, os Knicks optaram por adicionar veteranos ao elenco, incluindo Antonio McDyess, que lidava com problemas no joelho nos anos anteriores. Além disso, a equipe foi criticada por muitos analistas pois pagava altos salários para vários jogadores do elenco com desempenhos ruins. Os problemas salariais persistiriam até que Donnie Walsh assumisse o cargo de presidente de equipe. McDyess machucou o joelho durante o terceiro jogo de pré-temporada da equipe e foi submetido a novas operações em abril de 2003, depois que uma tomografia computadorizada revelou que o joelho lesionado exigiu que ele fosse submetido à cirurgia de enxerto ósseo. Os Knicks conseguiram apenas sete vitórias em seus primeiros vinte jogos, definindo o tom para o resto da temporada, que eles completaram com um recorde de 37-45; foi a segunda temporada consecutiva sem uma aparição nos playoffs.

### 2003–2008: Era Isiah Thomas

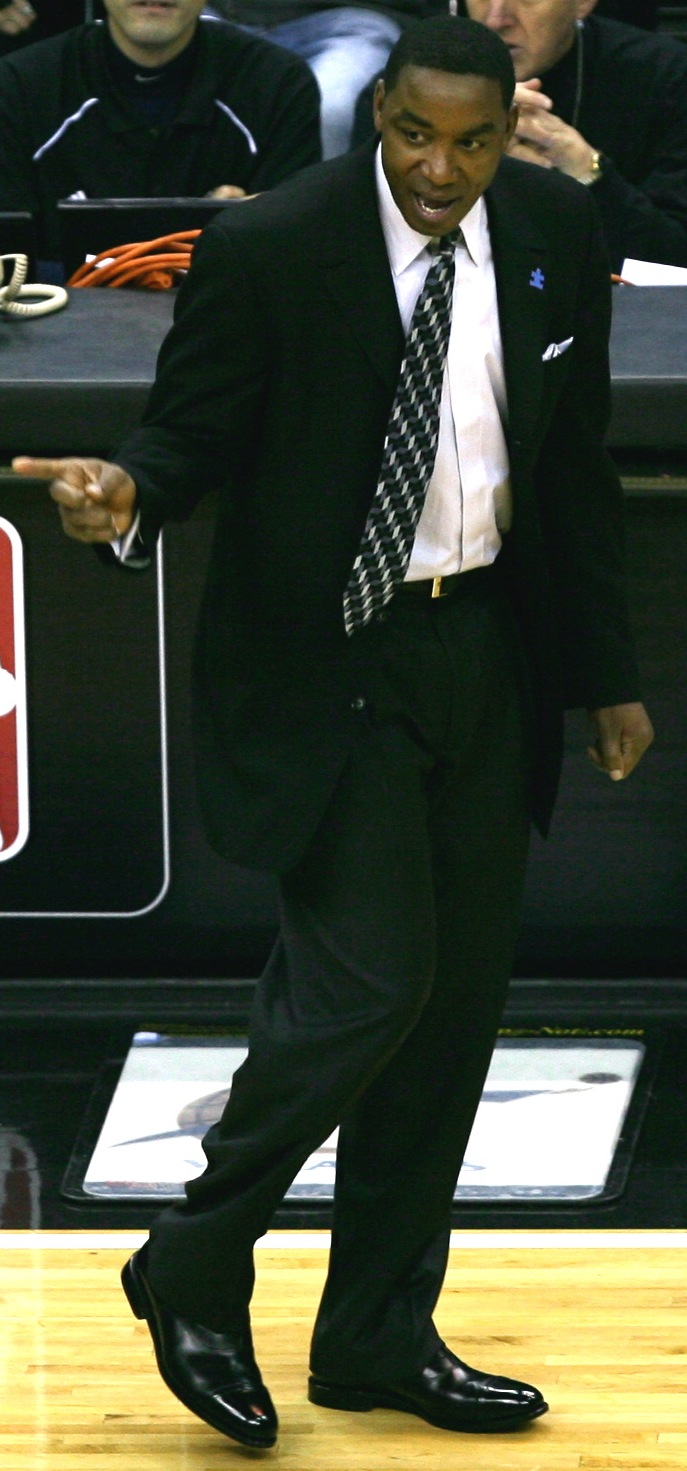
Isiah Thomas treinando os Knicks

Depois de um início de 10-18 na temporada de 2003-04, os Knicks passaram por uma grande reformulação. Em 22 de dezembro de 2003, Isiah Thomas foi nomeado presidente da franquia. Thomas começou a reestruturar a equipe contratando Lenny Wilkens como treinador. Além disso, Thomas orquestrou vários negócios, incluindo um que trouxe o armador Stephon Marbury para a equipe. A equipe se classificou para os playoffs naquele ano com um recorde de 39-43, mas foi varrido pelo New Jersey Nets na primeira rodada. Na temporada seguinte, os Knicks tinha um recorde de 17-22 antes de Wilkens renunciar ao comando técnico. Herb Williams, que já havia treinado a equipe em um jogo contra o Orlando Magic antes da contratação do Wilkens, assumiu como treinador interino no restante da temporada e não se saiu muito melhor, já que a equipe terminou a temporada com um recorde de 33-49 e fora dos playoff.
Na esperança de encontrar um líder que pudesse colocar a equipe de volta aos trilhos, Nova York contratou Larry Brown para treinar a equipe. Brown, que idolatrava a equipe durante sua infância, era bem visto por sua capacidade e sua chegada trouxe uma sensação de esperança para a franquia. Na esperança de encontrar o próximo Patrick Ewing, os Knicks recrutaram os pivôs Channing Frye, Jerome James e Eddy Curry, o primeiro antes da temporada e o último durante a temporada. Com uma folha de pagamento inchada, os Knicks tiveram o segundo pior recorde da temporada com 23-59. A temporada terminou com a demissão e o buy-out de 18,5 milhões de dólares do técnico Larry Brown depois de uma temporada.
Com a saída de Brown, o presidente da equipe, Isiah Thomas, assumiu as responsabilidades de treinador. Thomas continuou sua prática de contratar jogadores por contratos altos enquanto a franquia se esforçava para capitalizar seu talento na quadra. A equipe melhorou em dez jogos na temporada de 2006-07, apesar das lesões que devastaram a equipe no final do ano; Eles terminaram com um recorde de 33-49, evitando uma temporada de 50 derrotas ao derrotar o Charlotte Bobcats por 94-93 no último dia da temporada.
Durante o período de entressafra de 2007, a organização ficou envolvida em mais controvérsias fora das quadras. Anucha Browne Sanders, ex-executiva da equipe, entrou com uma ação de assédio sexual contra Isiah Thomas. No julgamento, ele foi considerado culpado e foi obrigado a pagar US $ 11,6 milhões em indenizações, embora isso tenha sido reduzido para US $ 11,5 milhões em um acordo entre as duas partes. O caso se tornou embaraçoso para a franquia, revelando detalhes sórdidos sobre a gestão dos Knicks e o ambiente no Madison Square Garden. Os Knicks foram mal no começo da Temporada de 2007–08 com um recorde de 2-9, deixando muitos torcedores frustrados com a falta de progresso da franquia sob o comando de Thomas, pedindo a demissão do técnico - o canto "Fire Isiah" se tornou uma ocorrência comum durante os jogos em casa. Em 29 de novembro de 2007, os Knicks receberam uma das suas piores derrotas em sua história: 104-59 para o Boston Celtics. Nessa temporada, Nova York teve seu pior recorde de todos os tempos com 23-59.

### 2008–2010: Reconstrução

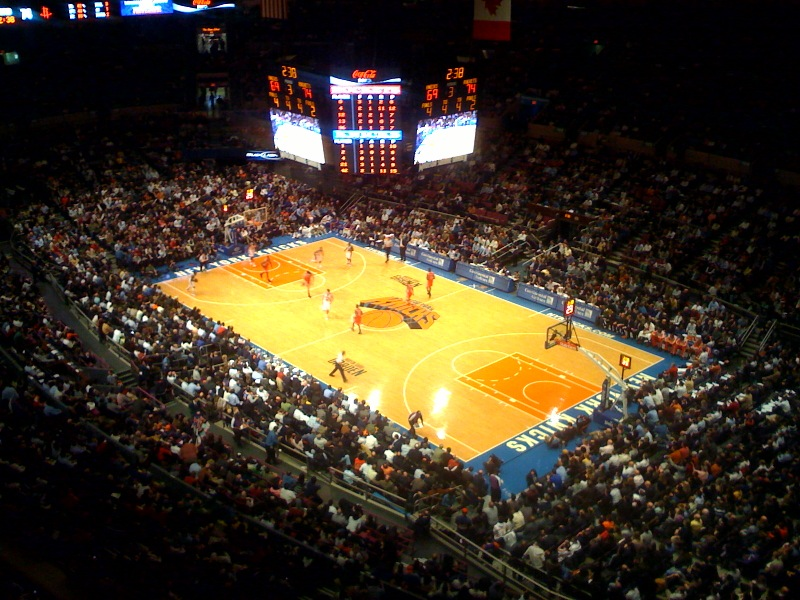
Os Knicks em ação no Madison Square Garden na temporada de 2008-09.

Em 2 de abril de 2008, o presidente do MSG, James Dolan, contratou o ex-presidente do Indiana Pacers, Donnie Walsh, para assumir o papel de Isiah Thomas como presidente de equipe. Na coletiva de imprensa introdutória, Walsh estabeleceu metas, que incluíam colocar a equipe sob o teto salarial, e prometeu trazer de volta um ambiente competitivo. Após a conclusão da temporada de 2007–08, Walsh demitiu Thomas. Em 13 de maio de 2008, Walsh oficialmente nomeou Mike D'Antoni como treinador principal em um contrato de quatro anos e US $ 24 milhões. Os Knicks, tendo a sexta escolha no Draft de 2008, selecionou Danilo Gallinari.

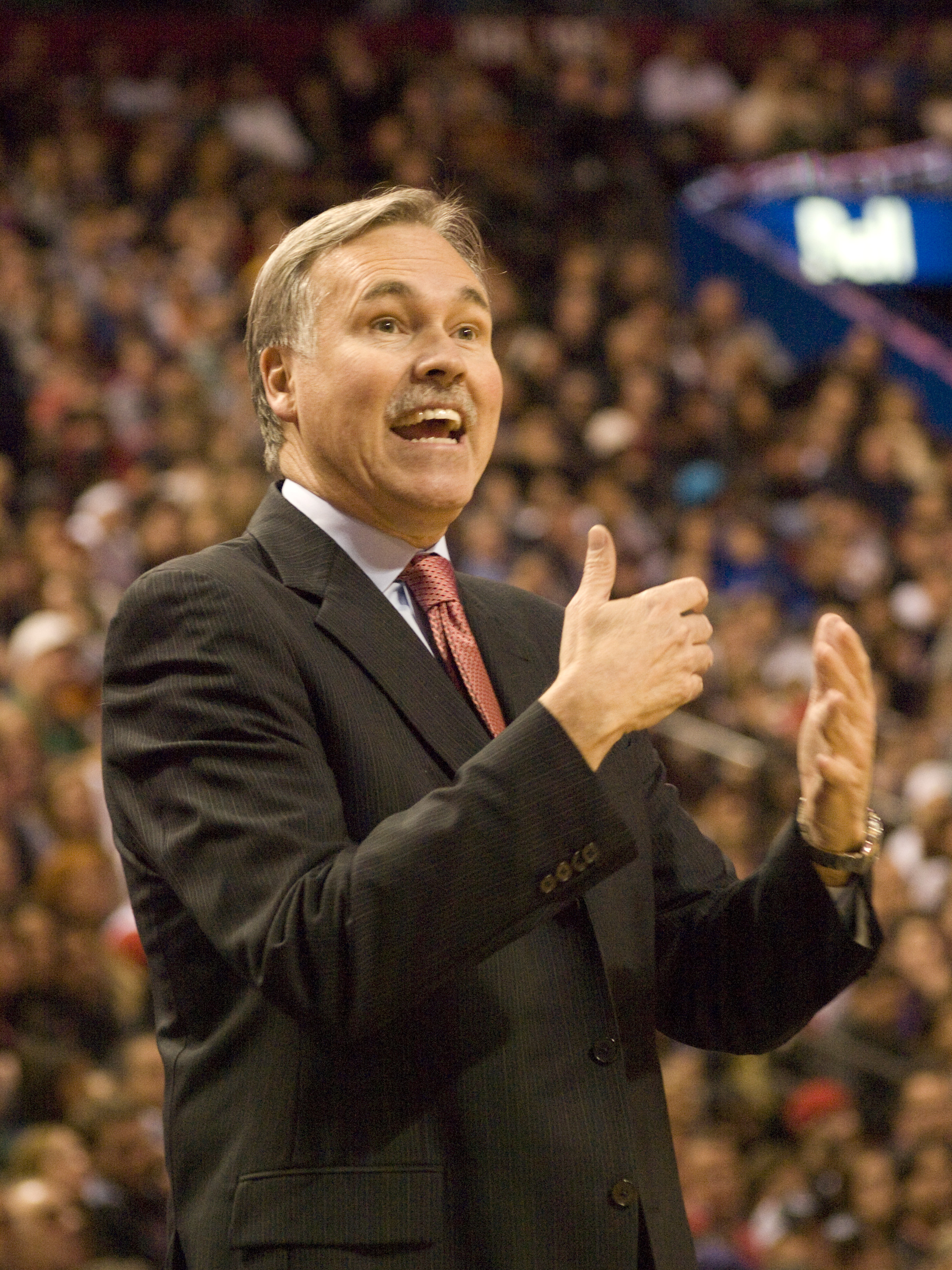
Mike D'Antoni, treinador dos Knicks de 2008 a 2012

Apesar de um elenco volátil, os Knicks melhoraram em nove vitórias em relação à temporada anterior, terminando com um recorde de 32-50. Esse desempenho foi conseguido graças ao surgimento de David Lee, que liderou a liga com 65 duplos-duplos, e ao desenvolvimento contínuo de Nate Robinson e Wilson Chandler.
No Draft de 2009, os Knicks selecionaram Jordan Hill na 8° escolha geral. Com nove derrotas, a equipe teve seu pior início de dez jogos em sua história. Os Knicks responderam com um recorde de 9-6 em dezembro. Em 24 de janeiro de 2010, os Knicks sofreram sua pior derrota em casa na história do Madison Square Garden contra o Dallas Mavericks por uma diferença de 50 pontos.
Na temporada seguinte, depois de muitas negociações que deixaram a equipe com um espaço em salários de US $ 30 milhões, eles foram eliminados da disputa dos playoffs no final de março e completaram sua temporada com um recorde de 29-53, uma regressão de sua primeira temporada sob o comando de D'Antoni.

### 2010–2013: Chegada de Carmelo Anthony

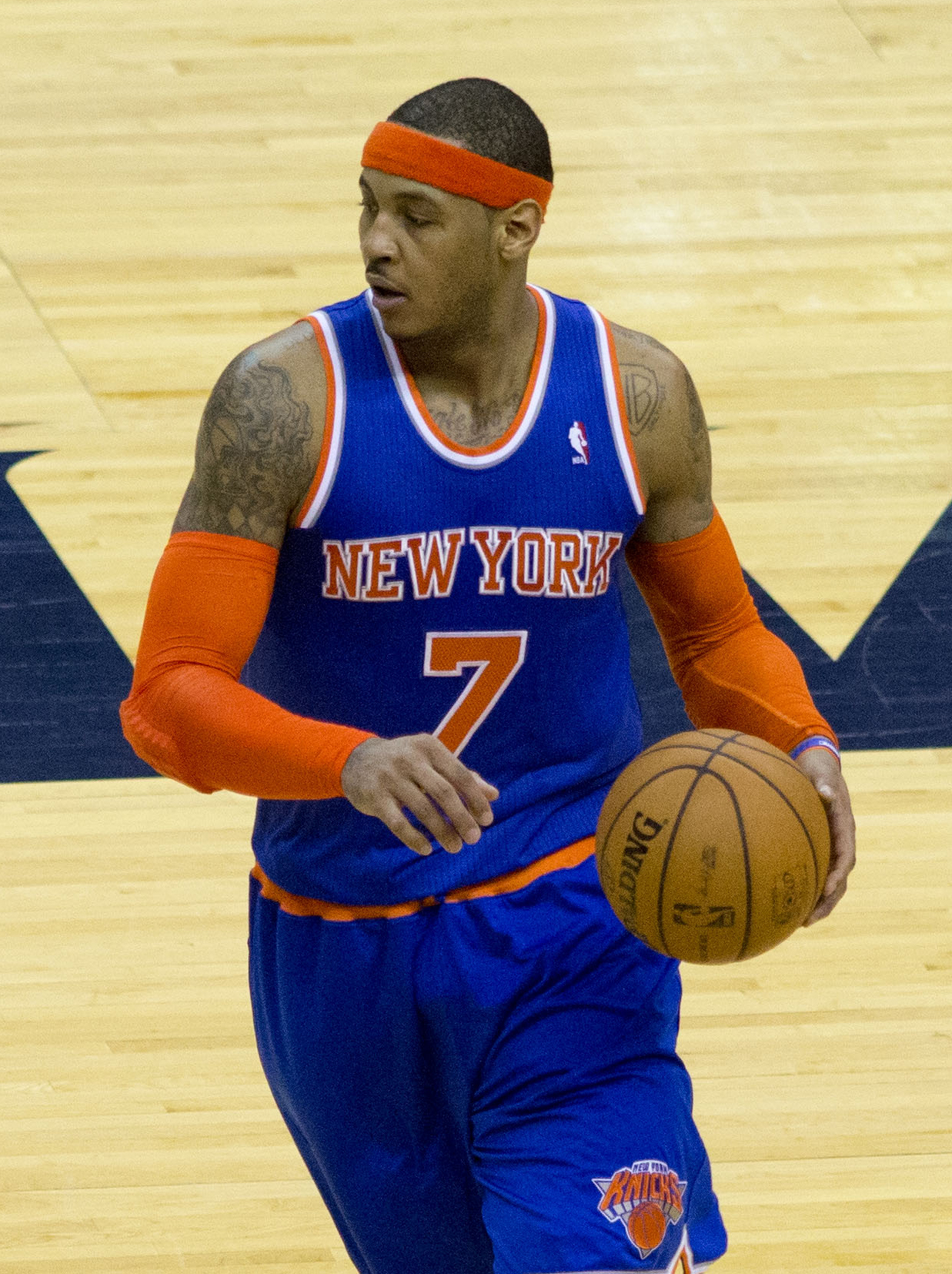
Carmelo Anthony, um All-Star, jogou pelos Knicks de 2011 a 2017

Em 8 de julho de 2010, os Knicks chegaram a um acordo com Amar'e Stoudemire em um contrato de aproximadamente US $ 100 milhões ao longo de cinco anos. O presidente da equipe, Donnie Walsh, declarou a assinatura de Stoudemire como um ponto de virada para o futuro da equipe. Os Knicks também fechou negócios com Raymond Felton e Timofey Mozgov, entre outros. Os Knicks recuperoram seu título como a franquia mais valiosa da NBA após essas aquisições, embora isso se devesse principalmente à chegada de Stoudemire, cujo poder de estrela permitiu que a equipe ressurgisse; os Knicks vendeu todos os seus ingressos para toda a temporada pela primeira vez desde 2002.
D'Antoni, juntamente com Stoudemire e o núcleo de jovens jogadores, incluindo Raymond Felton, Danilo Gallinari, Timofey Mozgov, Wilson Chandler e Landry Fields, levaram a equipe até um recorde de 28-26 antes do pausa para o All-Star Game. Apesar do crescente sucesso da equipe, Nova York fez um esforço para adquirir Carmelo Anthony. Em 22 de fevereiro de 2011, após meses de especulação, Anthony foi negociado para Nova York, juntamente com Chauncey Billups, Shelden Williams, Anthony Carter e Renaldo Balkman em troca de Felton, Danilo Gallinari, Wilson Chandler, Mozgov, Kosta Koufos, uma escolha de primeiro rodada no Draft de 2014 e US $ 3 milhões. Além disso, os Knicks enviaram Anthony Randolph e Eddy Curry para o Minnesota Timberwolves e, em troca, Corey Brewer dos Timberwolves foi enviado aos Knicks.

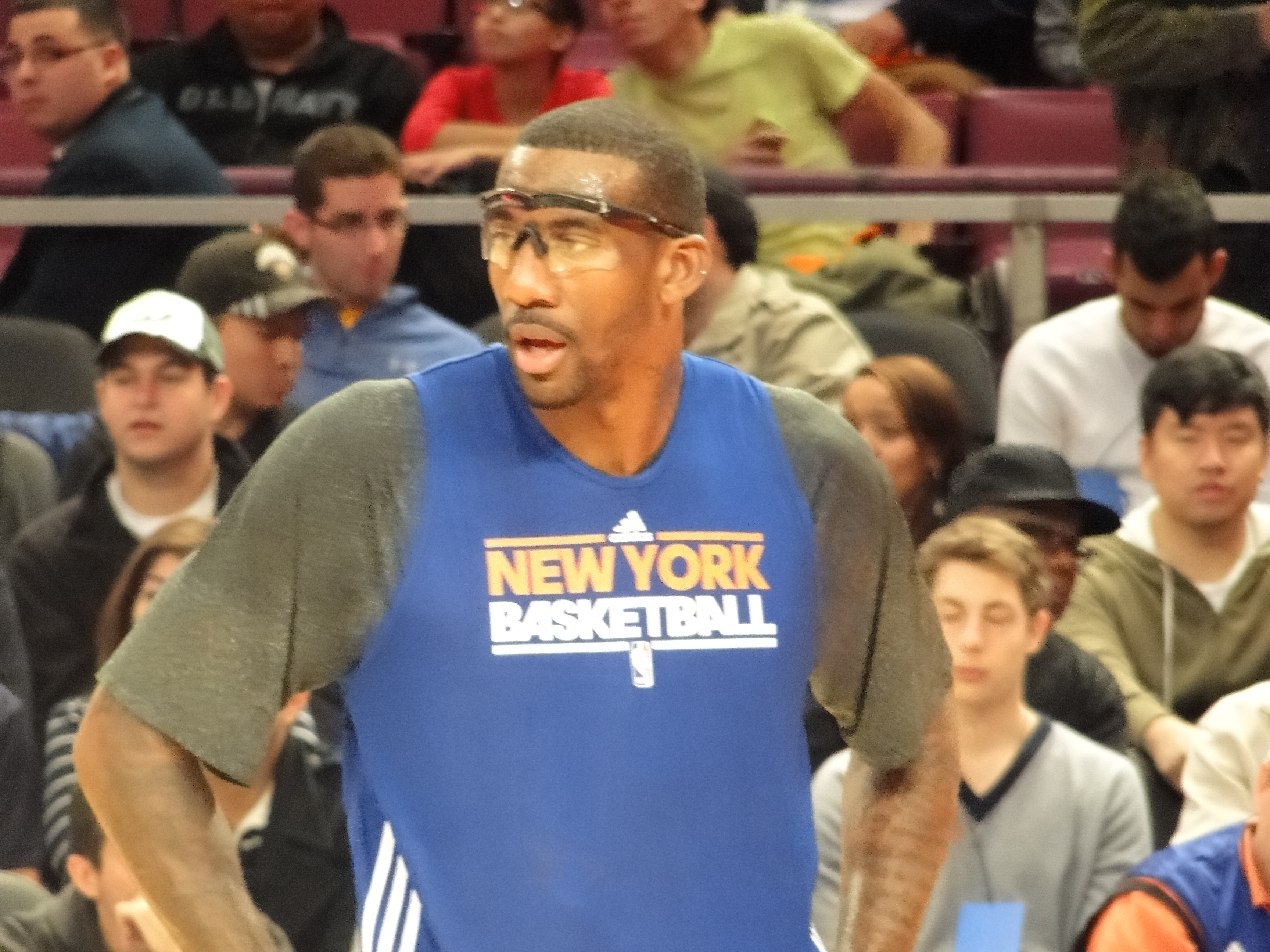
Amar'e Stoudemire, Novato do Ano de 2003, jogou pelos Knicks de 2010 até 2015

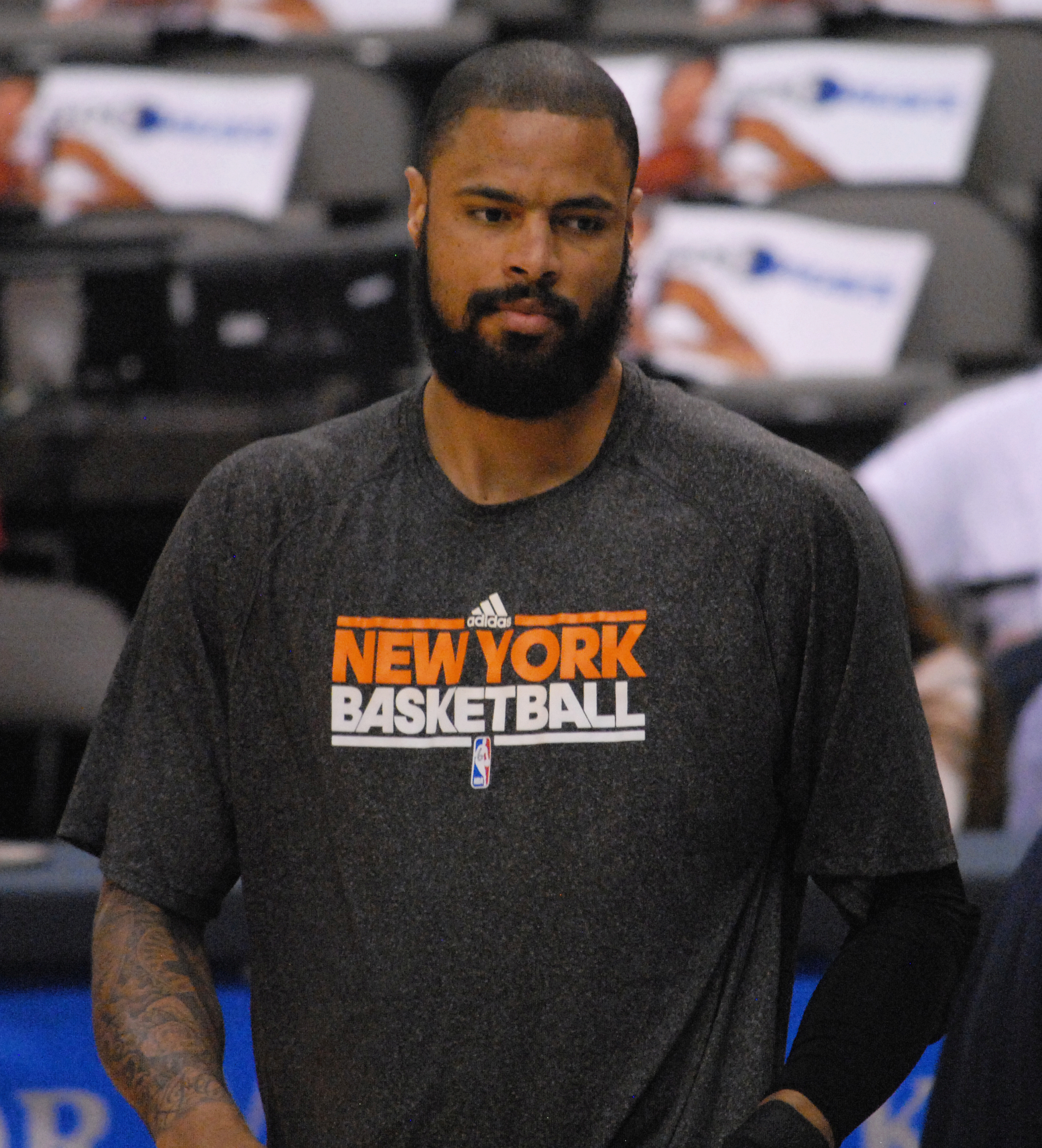
Tyson Chandler jogou pelos Knicks de 2011 a 2014, ganhando o prêmio de Jogador Defensivo do Ano.

Em 3 de abril de 2011, os Knicks conquistaram sua primeira vaga nos playoffs desde 2004 após uma vitória sobre o Cleveland Cavaliers. Em 10 de abril de 2011, Carmelo Anthony fez a cesta vencedora do jogo contra o Indiana Pacers e garantiu a primeira temporada vitoriosa da franquia desde 2001. Os Knicks foram eliminados na primeira rodada dos playoffs pelo Boston Celtics por 4-0. Em junho de 2011, apesar dos seus esforços bem sucedidos para ajudar a reconstruir a franquia, Donnie Walsh decidiu se demitir. Glen Grunwald foi nomeado presidente interino e gerente geral.
Após a conclusão da greve da NBA de 2011, os Knicks se envolveram em um acordo de negociação por Tyson Chandler em 10 de dezembro de 2011, com Chandler assinando um contrato de quatro anos no valor de aproximadamente US $ 58 milhões. Em troca, os Knicks enviaram Andy Rautins para o Dallas Mavericks. Para se adequar ao teto salarial de Chandler, Chauncey Billups foi dispensado. Para substituir Billups como armador, eles contrataram Mike Bibby em um contrato mínimo de um ano. Posteriormente, o novato Iman Shumpert foi alçado ao posto de armador titular.

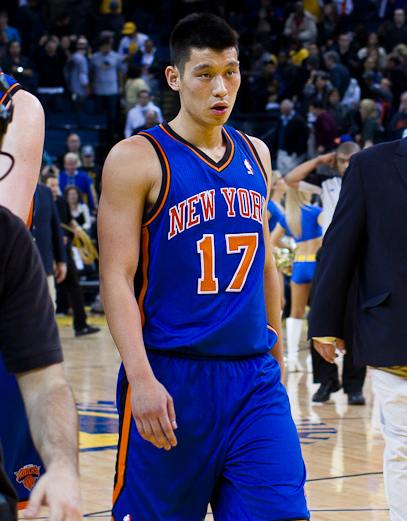
Jeremy Lin foi um jogador surpresa que saiu do banco durante a temporada de 2011-12.

Com os Knicks lutando por um recorde de 8-15, D'Antoni colocou o armador Jeremy Lin na rotação contra o New Jersey Nets em 4 de fevereiro de 2012. Lin registrou 25 pontos e 7 assistências na vitória dos Knicks. Ele foi elogiado por sua habilidade de facilitar o ataque, algo que o Knicks tinha lutado para fazer nos primeiros 23 jogos da temporada. Lin, superando as expectativas, foi nomeado titular dos Knicks após um jogo contra o Utah Jazz. Ele guiou os Knicks a uma sequência de sete vitórias, apesar de ficar sem Anthony e Amar'e Stoudemire por cinco jogos. A onda de jogadas positivas dos Knicks, acompanhada pelo desempenho de Lin, causou uma extensa cobertura da mídia nacional e mundial que foi chamada de "Linsanity". Para aumentar sua profundidade e porcentagem de arremessos no perímetro, os Knicks assinaram com J.R. Smith em 18 de fevereiro de 2012. Em 14 de março de 2012, depois de perder sete dos oito jogos, o técnico Mike D'Antoni renunciou. O assistente Mike Woodson foi nomeado como treinador interino.

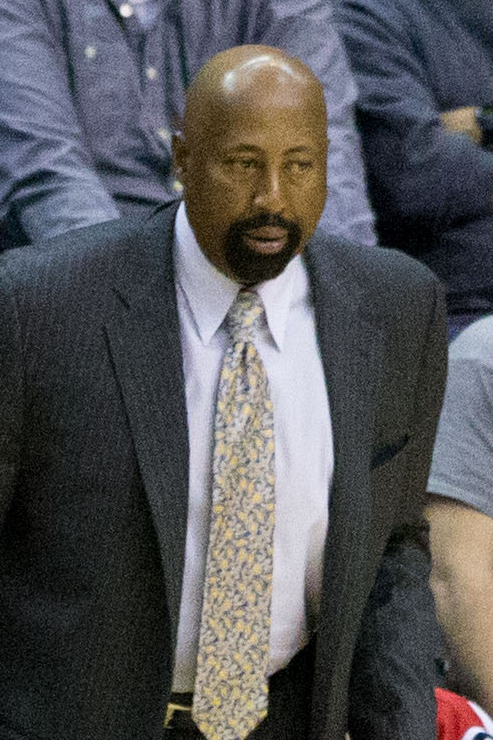
Mike Woodson, treinador dos Knicks de 2012 a 2014

Sob o comando de Woodson, os Knicks terminaram a temporada com um recorde de 36-30 e conquistaram um lugar nos playoff pelo segundo ano seguido, tornando-se a primeira vez desde 2001. Eles não apenas conquistaram consecutivas temporadas vencedoras pela primeira vez em uma década, mas seu recorde foi a maior porcentagem de vitórias da equipe desde a temporada de 2000-01. Eles enfrentaram o Miami Heat na primeira rodada dos playoffs e perderam os três primeiros jogos, quebrando o recorde da NBA para o maior período de derrota nos playoffs para 13 jogos. As dificuldades da equipe foram parcialmente atribuídas a contusões, já que Jeremy Lin, Baron Davis e Iman Shumpert foram afastados por problemas no joelho. Os Knicks venceram o Jogo 4 e quebraram o recorde, porém, perderam o Jogo 5 e foram eliminados. Apesar da decepcionante pós-temporada da equipe, os Knicks removeu o status provisório de Woodson e ele foi nomeado oficialmente como treinador em tempo integral em 25 de maio de 2012.
Os Knicks começaram a temporada selecionando o grego Kostas Papanikolaou no draft de 2012. Uma semana depois, a equipe chegou a um acordo com o veterano armador Jason Kidd, que deveria ser reserva de Lin. Os Knicks também re-assinaram com  JR Smith e Steve Novak além de acrescentar mais jogadores ao elenco como James White, Chris Copeland e o argentino Pablo Prigioni. No entanto, os Knicks perderam Landry Fields para o Toronto Raptors e Jeremy Lin para o Houston Rockets, que foram os dois principais jogadores na temporada de 2011-12. Apesar dessas perdas, os Knicks continuaram a adicionar jogadores ao elenco, contratando Ronnie Brewer em 25 de julho de 2012 e Chris Smith, o irmão mais novo de JR Smith, em 1 de agosto de 2012. Em 2 de outubro de 2012, foi anunciado que Rasheed Wallace sairia da aposentadoria para jogar pelos Knicks.
Apesar de jogar sem um lesionado Iman Shumpert e Amar'e Stoudemire, os Knicks compilaram um recorde de 18-5 no começo da temporada, o melhor começo desde 1993. A equipe terminou o mês de novembro com um recorde de 11-4, seu melhor recorde desde março de 2000. Na pausa para o All-Star Game em meados de fevereiro de 2013, os Knicks tinham um recorde de 32-18 e estavam na 2° posição da Conferência Leste. Em 9 de abril, os Knicks venceram o Washington Wizards para garantir o título da Divisão do Atlântico pela primeira vez desde a temporada de 1993-94. Em 3 de maio, os Knicks derrotaram o Boston Celtics na primeira rodada dos playoffs, sua primeira vitória em uma série desde 2000. Em 18 de maio, os Knicks foram eliminados na segunda rodada dos playoffs para o Indiana Pacers por 4-2.
O armador Jason Kidd se aposentou após o final da temporada - ele foi nomeado treinador do Brooklyn Nets alguns dias depois. No Draft de 2013, os Knicks selecionaram Tim Hardaway Jr. como a 24ª escolha geral. Durante o período de entressafra de 2013, Eles re-assinaram com J. R. Smith por  US $ 18 milhões e 3 anos e trocaram Quentin Richardson, Steve Novak, Marcus Camby e três escolhas de draft para adquirir Andrea Bargnani do Toronto Raptors.

### 2013–2017: Era Phil Jackson
Os Knicks também viu mudanças em sua administração no final de 2013 com o gerente geral Glen Grunwald sendo substituído pelo ex-presidente do MSG, Steve Mills. Os Knicks também compraram uma equipe da D-League localizada em White Plains, que iniciou suas operações no início da temporada de 2014-15. Os Knicks nomearam o ex-treinador, Phil Jackson, como presidente das operações de basquete, com Mills permanecendo como gerente geral, os dois trabalhando diretamente sob o comando do presidente do MSG, James Dolan. Após a temporada de 2013-14, o técnico Mike Woodson e toda sua equipe foram demitidos e foram substituídos por Derek Fisher. A equipe terminou a temporada com um decepcionante recorde de 37-45 e o nono lugar na Conferência Leste. Apesa disso, essa foi a temporada em que Carmelo Anthony estabeleceu os recordes de pontuação de sua carreira, dos Knicks e do Madison Square Garden em um único jogo. Anthony registrou 62 pontos e 13 rebotes em uma vitória contra o Charlotte Bobcats.

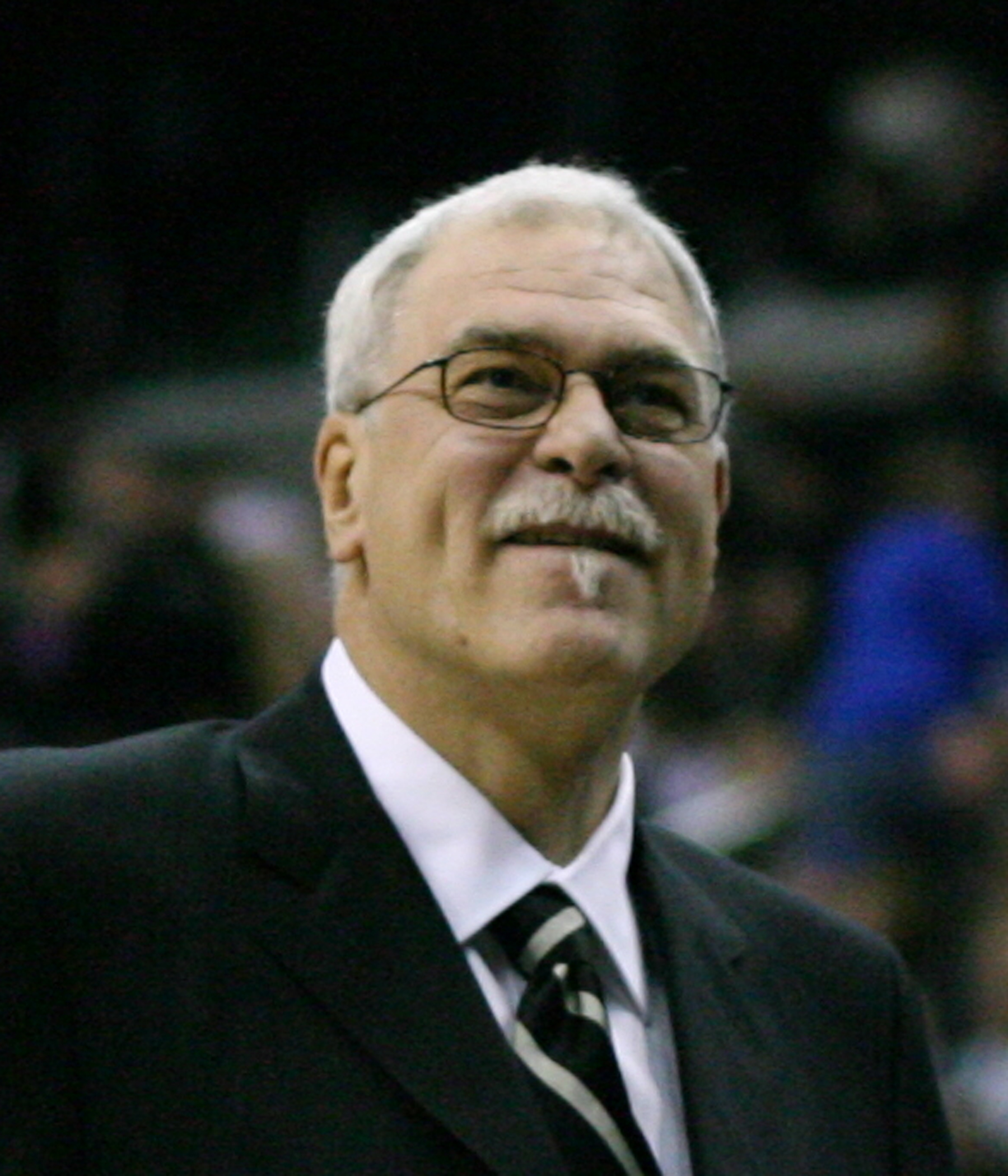
Os Knicks teve seu pior recorde de temporada regular sob a administração de Phil Jackson, que atuou como presidente da franquia de 2013 a 2017.

Em 2014, a revista Forbes divulgou seus rankings de valor das franquias da NBA e listou os Knicks como a organização mais valiosa com US $ 1,4 bilhão, superando o Los Angeles Lakers em US $ 50 milhões.
Em 26 de junho, como parte do draft, os Knicks escolheram Cleanthony Early como a 34ª escolha geral e Thanasis Antetokounmpo como a 51ª escolha geral. Nessa temporada, após uma derrota por 101-91 para o Washington Wizards, os Knicks estabelecerem um recorde da franquia de 13 derrotas consecutivas. Este recorde foi estendido para 16 derrota consecutivas, depois da derrota contra o Milwaukee Bucks em Londres. A equipe terminaria a temporada de 2014-15 com um recorde de 17-65, o pior recorde na história da franquia, e permitiu que eles ganhassem a 4ª seleção geral no próximo draft.
Em 24 de junho de 2015, os Knicks selecionaram Kristaps Porziņģis como a quarta escolha geral no draft e trocou Tim Hardaway Jr. com o Atlanta Hawks em troca de Jerian Grant, a 19ª escolha geral. No meio de mais uma temporada perdida, Fisher foi dispensado de seus deveres de treinador e Kurt Rambis foi nomeado treinador interino. A equipe terminou a temporada com um recorde de 32-50. Após a temporada, Jeff Hornacek foi contratado como o novo treinador.
Em 22 de junho, o ex-MVP Derrick Rose foi negociado, junto com Justin Holiday e uma escolha de segunda rodada do Chicago Bulls, para Nova York em troca de Robin Lopez, José Calderón e Grant. Os Knicks também assinaram com Joakim Noah, Brandon Jennings e Courtney Lee em contratos no valor total de 127 milhões de dólares. A franquia acabou se separando de Jackson após três anos. Sob a presidência de Jackson, os Knicks ficou com um recorde combinado de 80-166 e não foi a três playoffs consecutivos.
Em seu último ato antes de deixar os Knicks, Jackson selecionou Frank Ntilikina com a oitava escolha geral, Damianean Dotson com a 44ª escolha geral e Ognjen Jaramaz com a 58ª escolha geral no draft de 2017.

### 2017–2020: Pós-Anthony e reconstrução
Após a saída de Jackson, os Knicks nomearam Scott Perry como gerente geral. A franquia também viu Carmelo Anthony exigindo uma troca da equipe, o que representou uma dificuldade tanto para o jogador quanto para a franquia devido a uma cláusula de não negociação inserida no contrato. Originalmente, as únicas equipes para as quais ele renunciaria cláusulas comerciais eram para o Cleveland Cavaliers e o Houston Rockets, com o primeiro sendo removido das discussões devido a conflitos internos. Em 25 de setembro de 2017, os Knicks trocaram Anthony para o Portland Trail Blazers em troca de Enes Kanter, Doug McDermott e uma escolha na segunda rodada de 2018.
A equipe também assinou um contrato com Tim Hardaway Jr. de US $ 71 milhões por quatro anos, além de um contrato mínimo de um ano com Michael Beasley. No entanto, a temporada terminou mal de novo com um recorde de 29-53. Isso fez com que os Knicks se separasse do treinador Jeff Hornacek e contratassem o ex-técnico do Memphis Grizzlies, David Fizdale.
Em 15 de maio de 2018, os Knicks receberam a nona escolha geral no draft de 2018 e selecionaram Kevin Knox da Universidade de Kentucky. A equipe também adquiriu Mitchell Robinson como a 36ª escolha geral e assinou um contrato de US $ 6,5 milhões e um ano com Mario Hezonja. Eles investiram ainda mais em um potencial inexplorado, assinando com  com um contrato de um ano. Após um início de temporada desanimador, e após uma reunião em que Porziņģis deu aos funcionários da equipe a impressão de que ele queria ser negociado, Noah Vonleh, Trey Burke, Courtney Lee e Tim Hardaway Jr. foram negociado para o Dallas Mavericks em troca de DeAndre Jordan, Wesley Matthews, Dennis Smith Jr., uma escolha de primeira rodada no draft de 2021 e uma escolha entre os dez primeiros da primeira rodada de 2023. Os Knicks terminou a temporada de 2018-19 com o pior recorde da liga: 17-65. Apesar disso, a temporada foi notável pelo surgimento do novato Allonzo Trier e pela progressão de Dotson e Robinson. Os Knicks tiveram a terceira escolha geral no draft de 2019 e selecionaram RJ Barrett de Duke. A equipe também selecionou Ignas Brazdeikis de Michigan na segunda rodada.
Em preparação para a temporada de 2019-20 e como resultado de ter $ 74 milhões livres após a troca de Porziņģis, a equipe dividiu-o entre cinco novas contratações: Wayne Ellington, Taj Gibson, Bobby Portis, Elfrid Payton e Julius Randle. Em 4 de fevereiro de 2020, os Knicks demitiram Steve Mills após sete temporadas como presidente e Scott Perry assumiu a posição interinamente. Em 2 de março, Leon Rose foi nomeado como o novo presidente da equipe.

### 2020–Presente: Jalen Brunson e Karl-Anthony Towns
Em 2 de março de 2020, Leon Rose foi nomeado presidente da equipe. Em 30 de julho, os Knicks anunciaram a contratação de Tom Thibodeau como seu novo técnico. Julius Randle teve uma temporada de destaque e, em 23 de fevereiro de 2021, foi selecionado como reserva para o All-Star Game da NBA de 2021. Em 3 de maio, com uma vitória por 118–104 sobre o Memphis Grizzlies, os Knicks garantiram sua primeira temporada com mais vitórias do que derrotas desde a temporada de 2012–13. Em 12 de maio, os Knicks garantiram sua primeira vaga nos playoffs desde 2013, encerrando uma seca de oito anos. Ao final da temporada regular, Randle foi eleito o Jogador que Mais Evoluiu da NBA, enquanto Thibodeau foi eleito o Técnico do Ano da NBA, sendo o primeiro técnico dos Knicks a receber o prêmio desde Pat Riley na temporada de 1992–93. Os Knicks enfrentaram o Atlanta Hawks na primeira rodada dos playoffs como a quarta melhor campanha do Leste, perdendo em cinco jogos. A presença de torcedores nos jogos em casa durante a temporada de 2020–21 foi proibida até 23 de fevereiro de 2021, por ordem executiva do governador de Nova York, Andrew Cuomo. Os Knicks reabriram o Madison Square Garden para o público em 23 de fevereiro.
Na offseason de 2021, os Knicks mantiveram boa parte de seus jogadores e trouxeram o ex-All-Star Kemba Walker e o ala Evan Fournier. Além disso, após a temporada de destaque de Randle, os Knicks renovaram seu contrato por quatro anos e US$ 117 milhões em agosto de 2021.
Em 13 de janeiro de 2022, os Knicks trocaram Kevin Knox, oitava escolha do draft de 2018, e uma escolha futura de primeira rodada protegida por Cam Reddish (décima escolha do draft de 2019), Solomon Hill, uma escolha de segunda rodada de 2025 e compensações financeiras. Durante a temporada de 2021–22, os Knicks tiveram dificuldades e terminaram em 11º lugar na Conferência Leste, com um recorde de 37–45. Randle teve um desempenho abaixo do esperado, com queda nos seus aproveitamentos, sendo vaiado pelos torcedores e envolvido em rumores de troca. Sua liderança, atitude e vontade de permanecer na equipe também foram questionadas. O técnico Thibodeau passou a ter sua continuidade debatida. As contratações de Walker e Fournier foram vistas como grandes fracassos que prejudicaram o time. RJ Barrett, terceira escolha do Draft de 2019, teve médias de 20,0 pontos, 5,8 rebotes e 3,0 assistências em sua terceira temporada.

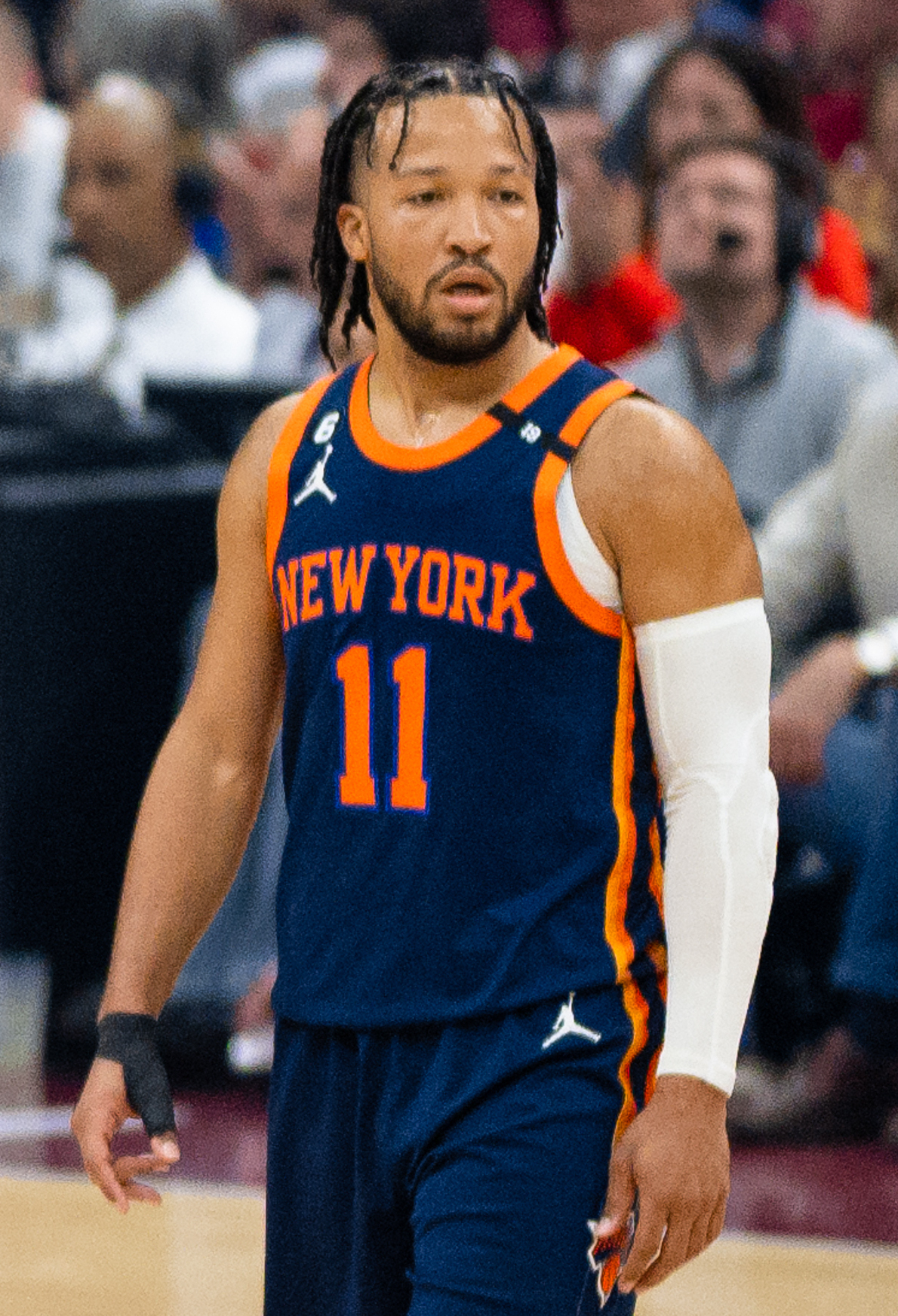
Jalen Brunson assinou com os Knicks em 2022.

A offseason de 2022 trouxe mudanças significativas para o elenco dos Knicks. Durante o draft de 2022, os Knicks trocaram Alec Burks, Nerlens Noel e Kemba Walker com o Detroit Pistons para liberar espaço salarial, além de trocarem a 11ª escolha geral por escolhas futuras de primeira rodada protegidas. Em 12 de junho de 2022, os Knicks assinaram com o armador Jalen Brunson por quatro anos e US$ 104 milhões, na esperança de trazer estabilidade à posição. A equipe terminou a temporada de 2022–23 com um recorde de 47-35, ficando em quinto lugar na Conferência Leste. Randle representou os Knicks no All-Star Game de 2023. Na primeira rodada dos playoffs, os Knicks venceram o Cleveland Cavaliers em cinco jogos, conquistando sua primeira vitória em série de playoffs desde 2013. Na sequência, perderam por 4–2 para o Miami Heat na segunda rodada.
Em 2024, Brunson e Randle representaram os Knicks no All-Star Game. A equipe venceu 50 jogos e terminou em segundo lugar no Leste, enfrentando o Philadelphia 76ers na primeira rodada dos playoffs. Os Knicks venceram os 76ers em seis jogos, mas foram eliminados em sete partidas pelo Indiana Pacers na rodada seguinte. Na offseason de 2024, os Knicks trocaram Julius Randle, Donte DiVincenzo e Keita Bates-Diop com o Minnesota Timberwolves em troca de Karl-Anthony Towns.

## Logotipos e uniformes

### 1946-1964: Knickerbocker
O primeiro logo do New York Knicks é de um personagem chamado "Father Knickerbocker" com uma bola de basquete nas icônicas cores azul e laranja. Foi projetado pelo cartunista do New York World-Telegram, Willard Mullin. Desde o início, os uniformes de casa dos Knicks são em branco com detalhes em azul e laranja, enquanto os uniformes fora de casa são em azul com detalhes em laranja e branco. As primeiras iterações contêm letras monótonas em letras azuis (casa) e laranjas (fora), com a adição de um padrão xadrez em meados da década de 1950.

### 1964-1992: Roundball
Os Knicks introduziriam um logotipo icônico que duraria pelas próximas três décadas. Projetado por Bud Freeman, a palavra "Knicks" sobreposta a uma bola de basquete marrom é conhecida como "Logotipo clássico de Roundball", com pequenas alterações durante toda a sua vida útil.
Um logotipo alternativo com o nome completo da equipe dentro de uma bola de basquete laranja foi usado durante o final dos anos 1960 e na década de 1970. Quando os anos 60 começaram, os Knicks atualizaram seus uniformes novamente. Desta vez, as letras são em fontes serifadas, as letras azuis e números nos uniformes da casa agora são cortados em laranja, enquanto nos uniformes fora de casa são em branco monótono. Listras laterais também foram adicionadas ao uniforme. O monograma 'NY' está na perna esquerda do calção.

#### 1968-1979; 1983-1997: uniformes da época dos títulos
Os Knicks revelaram um uniforme que permaneceria por três décadas. Este uniforme, com um arco de 'NEW YORK' em letras serifadas e em laranja, seria o uniforme usado durante as temporadas do título de 1970 e 1973; no entanto, eles não foram introduzidos simultaneamente.
Os uniformes da casa estreariam em 1968, enquanto os uniformes de viagem estreavam no ano seguinte. Uma característica notável era que o nome do jogador estava em letras retas em arco, meticulosamente projetado por Gerry Cosby e sua empresa de artigos esportivos.
Nos shorts, não havia nenhum logotipo durante a maior parte da década de 1970, mas durante a temporada de 1978-79, as listras laterais foram eliminadas e o logotipo 'NY' interligado dentro de uma maçã foi colocado em seu lugar. Quando o uniforme foi reintegrado para a temporada 1983-84, agora apresentava o número do jogador e o logotipo 'NY' interligado, além do retorno das listras laterais. As variações do 'Roundball Logo' substituíram o logo 'NY' de 1991 a 1997.
Desde a temporada de 1991-92, vários outfitters como Champion, Puma, Reebok, Adidas e Nike assumiram o uniforme. Enquanto os nomes dos jogadores reverteram para um arco radial e adicionaram serifas.

#### 1979-1983: uniformes da eraMaroon
No início dos anos 80, os Knicks mudaram radicalmente seus uniformes. O Azul royal e o laranja foram substituídos por marinho e marrom. Durante este período, os uniformes da casa apresentavam o nome da equipe abaixo do número, tanto em marrom quanto em uma fonte estilizada e fluida. O logotipo 'NY' interligado com a adição de números de jogadores e listras laterais durante a temporada de 1981-82.

### 1992-2012: Novos uniformes
Antes da temporada de 1992-93, os Knicks atualizaram seu 'Roundball Logo' para sua forma atual, com a palavra 'Knicks' em uma fonte futurista, novamente sobreposta a uma bola de basquete, com um triângulo prateado acentuando o visual. O logotipo "New Look" foi desenhado por Tom O'Grady.
Para a temporada de 1995-96, o nome da cidade em um roteiro futurista foi adicionado ao topo do logo, enquanto um logotipo alternativo com a sigla 'NYK' foi introduzido. O preto também foi introduzido como uma cor de destaque. O logotipo foi adicionado enquanto os uniformes da 'Championship Era' ainda estavam em uso, mas durante a temporada de 1995-96, os Knicks revelaram um uniforme alternativo azul, desta vez com faixas laterais pretas e o logo mencionado acima. Uma versão branca em casa deste uniforme foi introduzida para a temporada de 1997-98, efetivamente retirando os uniformes da era dos títulos.
Na temporada de 2001-02, as listras laterais foram estreitadas, enquanto o logo foi movido para a parte de trás do uniforme.

### 2012 – Presente: era moderna
Os Knicks atualizaram seu "New Look Logo", desta vez eliminando a cor preta do esquema. Eles ainda usaram o uniforme anterior durante a temporada de 2011-12, mas para a temporada de 2012–13, os Knicks revelaram novos uniformes inspirados em seus uniformes 'Championship Era'. Um script mais sutil e arrojado de "Nova York" foi introduzido, a frase "Once A Knick, Always A Knick" é adicionado no colarinho do uniforme. Além disso, uma versão atualizada do seu logo secundário dos anos 70, desta vez apresentando apenas o nome da equipe, foi introduzido.
Em 25 de outubro de 2013, os Knicks revelaram um uniforme laranja alternativo, que é essencialmente uma imagem espelhada dos uniformes azuis, mas com laranja como a cor primária e azul e branco como cores de acabamento.
A partir da temporada de 2017-18, a Nike é a nova fornecedora de uniformes da NBA. Sob a Nike, as designações uniformes "home" e "away" foram eliminadas, e em seu lugar estavam o conjunto "Association" branco, o conjunto "Icon" de cores primárias, o conjunto "Statement" de cores alternadas e o conjunto "City" anual que será usado em casa ou fora. Os Knicks mantiveram a sua "Association" branca e os uniformes azuis "Icon" quase intactos, com apenas algumas alterações. O uniforme "Statement" dos Knicks também é branco, mas com acabamento branco adicional nas letras e faixas e um tom azul mais escuro.

### Uniformes especiais
Os Knicks também usaram uniformes especiais todo mês de março como parte dos eventos Noche Latina da NBA e durante o Dia de São Patrício. Os uniformes durante a Noche Latina eram originalmente brancos com acabamentos azuis e laranja com a única exceção sendo Nueva York na frente. Os uniformes do Dia de São Patrício usavam o modelo de uniforme fora de casa, exceto pelo verde substituindo a base azul. Estes uniformes também foram usados no Dia de Natal da temporada de 2009-10. Os uniformes do St. Patrick foram arquivados após a temporada de 2011-12.
No Dia de Natal de 2012, os Knicks usavam uniformes monocromáticos conhecidos como 'Big Color'. Os uniformes são principalmente laranja, com enfeites azuis. No ano seguinte, os Knicks usavam uniformes laranja de manga, conhecidos como "Big Logo", com um logotipo Knicks cromado na frente. Para a edição de 2014, os Knicks usaram uma variação de seus uniformes de casa, com o logotipo da equipe na frente e o primeiro nome do jogador em uma placa de identificação azul abaixo do número. O jogo do Dia de Natal de 2016 contra os Celtics fez com que os Knicks usassem um uniforme todo-azul sem faixas adicionais, com letras e números em letras de fantasia.
Como parte de seu acordo com a Nike, um uniforme especial "City" seria usado para homenagear a cultura local ou as tradições da equipe. O uniforme "City" dos Knicks da temporada de 2017-18, que é azul-marinho com detalhes em laranja e cinza e possui um emblema contendo o nome da equipe, uma escada com a silhueta de um bombeiro, um hidrante e a abreviação "N.Y.C." para New York City, presta homenagem aos bombeiros da cidade e suas famílias. Foi projetado em colaboração com os Knicks, a NBA, a Nike e a Uniformed Firefighters Association.

## Jogadores

### Direitos de draft
Os Knicks detêm os direitos de draft para as seguintes escolhas que jogam fora da NBA. Um jogador selecionado, seja internacional ou da faculdade, que não tenha contrato pela equipe que o recrutou, tem permissão para assinar com qualquer equipe que não seja da NBA. Nesse caso, a equipe reterá os direitos de Draft do jogador na NBA até um ano após o término do contrato do jogador com a equipe que não pertence à NBA. Esta lista inclui direitos de rascunho que foram adquiridos de negociações com outras equipes.
| Draft | Rodada | Escolha | Jogador           | Pos. | Nacionalidade | Time atual                | Nota | Ref             |
| ----- | ------ | ------- | ----------------- | ---- | ------------- | ------------------------- | --- | --------------- |
| 2023  | 2      | 31      | James Nnaji       | C    | Nigéria       | Girona (Espanha)          | Adquirido do Detroit Pistons (via Charlotte Hornets)                                                                                            | [ 168 ]         |
| 2021  | 2      | 34      | Rokas Jokubaitis  | G    | Lituânia      | Maccabi Tel Aviv (Israel) | Adquirido do Oklahoma City Thunder | [ 169 ]         |
| 2017  | 2      | 50      | Mathias Lessort   | G    | França        | Panathinaikos (Grécia)    | Adquirido do Philadelphia 76ers (via Los Angeles Clippers and Minnesota Timberwolves)                                                           | [ 170 ]         |
| 2017  | 2      | 58      | Ognjen Jaramaz    | G    | Sérvia        | Saski Baskonia (Espanha)  | | [ 171 ]         |
| 2016  | 2      | 57      | Wang Zhelin       | C    | China         | Shanghai Sharks (China)   | Adquirido do Memphis Grizzlies (via LA Lakers)                                                                                                  | [ 172 ] [ 173 ] |
| 2015  | 2      | 39      | Juan Pablo Vaulet | F    | Argentina     | Zunder Palencia (Espanha) | Adquirido do Indiana Pacers (via Brooklyn Nets e Hornets)                                                                                       | [ 174 ]         |
| 2015  | 2      | 57      | Nikola Radičević  | G    | Sérvia        | Dziki Warszawa (Polonia)  | Adquirido do Denver Nuggets (via Detroit Pistons)                                                                                               | [ 175 ]         |
| 2013  | 2      | 59      | Bojan Dubljević   | F    | Montenegro    | Zaragoza (Espanha)        | Adquirido do Portland Trail Blazers (via Minnesota)                                                                                             | [ 176 ]         |
| 2009  | 2      | 34      | Sergio Llull      | G    | Espanha       | Real Madrid (Espanha)     | Adquirido do Denver Nuggets (via Houston Rockets)                                                                                               | [ 177 ]         |
| 2009  | 2      | 57      | Emir Preldžić     | G/F  | Turquia       | Orlovik Žepče (Bósnia)    | Adquirido do Phoenix Suns (via Cleveland Cavaliers, Washington Wizards, Dallas Mavericks, Indiana Pacers, Toronto Raptors e Philadelphia 76ers) | [ 178 ]         |

### Hall da Fama do Basquete
| New York Knicks Hall da Fama do Basquete | New York Knicks Hall da Fama do Basquete | New York Knicks Hall da Fama do Basquete | New York Knicks Hall da Fama do Basquete | New York Knicks Hall da Fama do Basquete | New York Knicks Hall da Fama do Basquete | New York Knicks Hall da Fama do Basquete | New York Knicks Hall da Fama do Basquete | New York Knicks Hall da Fama do Basquete | New York Knicks Hall da Fama do Basquete |
| Players                                  | Players                                  | Players                                  | Players                                  | Players                                  | Players                                  | Players                                  | Players                                  | Players                                  | Players                                  |
| N°                                       | Nome                                     | Posições                                 | Temporadas                               | Ano da eleição                           | N°                                       | Nome                                     | Posições                                 | Temporadas                               | Ano da eleição                           |
| ---------------------------------------- | ---------------------------------------- | ---------------------------------------- | ---------------------------------------- | ---------------------------------------- | ---------------------------------------- | ---------------------------------------- | ---------------------------------------- | ---------------------------------------- | ---------------------------------------- |
| 6                                        | Tom Gola                                 | G/F                                      | 1962–1966                                | 1976                                     | 10                                       | Walt Frazier                             | PG                                       | 1967–1977                                | 1987                                     |
| 11                                       | Harry Gallatin                           | F/C                                      | 1948–1957                                | 1991                                     | 15                                       | Earl Monroe                              | G                                        | 1972–1980                                | 1990                                     |
| 15                                       | Dick McGuire                             | G                                        | 1949–1957                                | 1993                                     | 19                                       | Willis Reed                              | C                                        | 1964–1974                                | 1982                                     |
| 22                                       | Dave DeBusschere                         | PF                                       | 1969–1974                                | 1983                                     | 24                                       | Bill Bradley                             | SF/SG                                    | 1967–1977                                | 1982                                     |
| 32                                       | Jerry Lucas                              | C                                        | 1971–1974                                | 1980                                     | 33                                       | Patrick Ewing                            | C                                        | 1985–2000                                | 2008                                     |
| Management                               |                                          |                                          |                                          |                                          |                                          |                                          |                                          |                                          |                                          |
| Número                                   | Nome                                     | Posições                                 | Temporadas                               | Ano de eleição                           | Número                                   | Nome                                     | Posições                                 | Temporadas                               | Ano de eleição                           |
| 613                                      | Red Holzman                              | Treinador                                | 1967–1977, 1978–1982                     | 1986                                     | –                                        | Hubie Brown                              | Treinador                                | 1982–1986                                | 2005                                     |
| –                                        | Larry Brown                              | Treinador                                | 2005–2006                                | 2002                                     | –                                        | Pat Riley                                | Treinador                                | 1991–1995                                | 2008                                     |
| –                                        | Lenny Wilkens                            | Treinador                                | 2004–2005                                | 1998                                     |                                          |                                          |                                          |                                          |                                          |

### Números aposentados
| New York Knicks números aposentados |                  |         |                     |                         |
| N°                                  | Jogador          | Posição | Anos que jogou      | Data                    |
|                                     | Walt Frazier     | G       | 1967–77             | 15 de dezembro de 1979  |
|                                     | Dick Barnett     | G       | 1965–74             | 10 de março de 1990     |
|                                     | Earl Monroe      | G       | 1972–80             | 1 de março de 1986      |
| Dick McGuire                        | G                | 1949–57 | 14 de março de 1992 |                         |
|                                     | Willis Reed      | C       | 1964–74             | 21 de outubro de 1976   |
|                                     | Dave DeBusschere | F       | 1969–74             | 24 de março de 1981     |
|                                     | Bill Bradley     | F       | 1967–77             | 18 de fevereiro de 1984 |
|                                     | Patrick Ewing    | C       | 1985–2000           | 28 de fevereiro de 2003 |
|                                     | Red Holzman      | —       | 1967–77, 1978–82    | 10 de março de 1990     |

## Staff

### Gestão

#### Presidentes e donos
| Presidentes    |                |
| Presidentes    | Tempo          |
| Ned Irish      | 1946–1974      |
| Mike Burke     | 1974–1982      |
| Jack Krumpe    | 1982–1986      |
| Richard Evans  | 1986–1991      |
| Dave Checketts | 1991–1996      |
| Ernie Grunfeld | 1996–1999      |
| Scott Layden   | 1999–2004      |
| Isiah Thomas   | 2004–2008      |
| Donnie Walsh   | 2008–2011      |
| Glen Grunwald  | 2011–2013      |
| Steve Mills    | 2013–2014[154] |
| Phil Jackson   | 2014–2017[163] |
| Steve Mills    | 2017–2020      |
| Leon Rose      | 2020–Presente  |

| Donos                             |               |
| Donos                             | Tempo         |
| Madison Square Garden Corporation | 1946–1977     |
| Gulf+Western                      | 1977–1994     |
| Viacom                            | 1994          |
| ITT Corporation and Cablevision   | 1994–1997     |
| Cablevision                       | 1997–2010     |
| The Madison Square Garden Company | 2010–Presente |

## Rivalidades

### Boston Celtics
O New York Knicks e o Boston Celtics são duas das três equipes restantes da NBA original de 1946 (a outra é a Golden State Warriors). A rivalidade deriva da antiga rivalidade entre as cidades de Nova York e Boston, assim como a rivalidade dos Yankees-Red Sox. O fato de Boston e Nova York estarem a apenas 190 milhas de distância contribui para isso, o que também é visto na rivalidade de Jets-Patriots.
As equipes se encontraram nove vezes na pós-temporada e detém um recorde geral de 346-225 em favor dos Celtics.

### Brooklyn Nets
O Brooklyn Nets, antigamente o New Jersey Nets, é o rival mais próximo dos Knicks geograficamente. Ambas as equipes jogam em Nova York, com os Knicks em Manhattan e os Nets no Brooklyn.
Os meios de comunicação notaram a semelhança da rivalidade dos Knicks-Nets com os de outras equipes da cidade de Nova York, como a rivalidade entre o New York Yankees e o New York Mets da MLB, devido à proximidade de ambos os bairros. Historicamente, os bairros de Manhattan e Brooklyn competiam através da rivalidade Dodgers-Giants, quando as duas equipes eram conhecidas como Brooklyn Dodgers e New York Giants. Como os Knicks e os Nets, os Giants e os Dodgers jogaram em Manhattan e no Brooklyn, respectivamente, e foram ferozes rivais de divisões. A rivalidade entre o New York Islanders e New York Rangers da NHL também tem essa distinção quando os Islanders se mudaram para o Brooklyn em 2015.
Devido aos Knicks e Nets estarem localizados nos bairros de Manhattan e Brooklyn, alguns meios de comunicação apelidaram esta rivalidade de "Clash of the Boroughs".
Os Knicks e Nets se enfrentaram nos playoffs três vezes, com o Knicks vencendo dois dos três encontros. O Knicks derrotou o Nets nos playoffs em 1983 e 1994, enquanto o Nets venceu seu mais recente encontro em 2004. Eles detêm um recorde de 116-112 em favor dos Knicks.

### Chicago Bulls
Os Knicks têm uma forte rivalidade com o Chicago Bulls. O período mais intenso da rivalidade foi durante o final dos anos 80 e início dos anos 90, quando ambas as equipes eram grandes competidoras nos playoffs. Essa intensidade deveu-se a uma variedade de fatores: a grande freqüência em que as equipes competiam entre si em séries de playoffs, jogadores conhecidos como Michael Jordan, Scottie Pippen, Patrick Ewing e John Starks e a reputação das respectivas cidades.
A rivalidade estava adormecida durante boa parte dos anos 2000, com as duas equipes se reconstruindo após as aposentadorias de Patrick Ewing e Michael Jordan.
Eles detêm um recorde geral de 154–131 em favor dos Bulls.

### Indiana Pacers
A rivalidade entre o New York Knicks e o Indiana Pacers começou em 1993 e rapidamente se tornou uma das mais amargas da história da NBA. Eles se enfrentaram nos playoffs seis vezes entre 1993 e 2000, alimentando uma rivalidade simbolizada pela inimizade entre Reggie Miller e o proeminente fã dos Knicks, Spike Lee. A rivalidade deu Miller o apelido de "The Knick-Killer". Suas performances foram freqüentemente seguidas por sinais de estrangulamento em Lee, adicionando combustível à rivalidade. A rivalidade foi renovada durante as semifinais da Conferência Leste dos Playoffs de 2013, com Indiana levando a série por 4-2. Em 2024, após 11 anos sem se encontrarem nos playoffs, o encontro aconteceu nas semifinais da Conferência Leste, onde o Indiana se classificou em 7 jogos para as finais da conferência. Novamente em 2025, os dois se enfrentaram, mas dessa vez nas finais da Conferência Leste, onde no jogo 1 da série o armador Tyrese Haliburton reviveu a provocação icônica de Reggie Miller no Madison Square Garden, e após isso o Indiana avançou para as finais da NBA em 6 jogos, indo de novo disputar o título após 25 anos.
Os dois detêm um recorde geral de 126-126.

### Miami Heat
O Miami Heat foi um dos mais fortes inimigos inter divisionais do New York Knicks. As duas equipes se encontraram nos playoffs todos os anos entre 1997 a 2000, com todas as séries sendo disputadas até o número máximo de jogos. Pat Riley, o treinador do Miami Heat na época, serviu como treinador do Knicks de 1991 a 1995 e levou o Knicks para as finais da NBA de 1994. Durante esse período de quatro anos, o Knicks venceu três das séries de playoffs entre si.
As duas equipes se encontraram novamente na primeira rodada dos Playoffs da NBA de 2012. Os Heat venceu a série por 4-1 e mais tarde ganhou as finais da NBA de 2012.
O reencontro mais recente nos playoffs foi nas semifinais da Conferência Leste dos Playoffs da NBA de 2023, onde o Heat acabou vencendo a série por 4-2.
Os jogos entre as duas equipes possui um recorde de 90-85 pro lado dos Knicks.

## Estatísticas gerais
Estatísticas atualizadas em 23 de junho de 2025.

### Jogos
| #  | Nome           | Período   | Jogos |
| -- | -------------- | --------- | ----- |
| 1  | Patrick Ewing  | 1985–2000 | 1.039 |
| 2  | Walt Frazier   | 1967–1977 | 759   |
| 3  | Bill Bradley   | 1967–1977 | 742   |
| 4  | Carl Braun     | 1947–1962 | 740   |
| 5  | Phil Jackson   | 1967–1978 | 732   |
| 6  | Charles Oakley | 1988–1998 | 727   |
| 7  | Trent Tucker   | 1982–1991 | 663   |
| 8  | Willis Reed    | 1964–1974 | 650   |
| 9  | Harry Gallatin | 1948–1957 | 610   |
| 10 | Dick Barnett   | 1965–1974 | 604   |

### Pontos
| #  | Nome            | Período   | Pontos |
| -- | --------------- | --------- | ------ |
| 1  | Patrick Ewing   | 1985–2000 | 23.665 |
| 2  | Walt Frazier    | 1967–1977 | 14.617 |
| 3  | Willis Reed     | 1964–1974 | 12.183 |
| 4  | Allan Houston   | 1996–2005 | 11.165 |
| 5  | Carl Braun      | 1947–1962 | 10.449 |
| 6  | Richie Guerin   | 1956–1964 | 10.392 |
| 7  | Carmelo Anthony | 2011–2017 | 10.186 |
| 8  | Earl Monroe     | 1971–1980 | 9.679  |
| 9  | Dick Barnett    | 1965–1974 | 9.442  |
| 10 | Bill Bradley    | 1967–1977 | 9.217  |

### Rebotes
| #  | Nome             | Período              | Rebotes |
| -- | ---------------- | -------------------- | ------- |
| 1  | Patrick Ewing    | 1985–2000            | 10,759  |
| 2  | Willis Reed      | 1964–1974            | 8,414   |
| 3  | Charles Oakley   | 1988–1998            | 7,291   |
| 4  | Harry Gallatin   | 1948–1957            | 5,935   |
| 5  | Willie Naulls    | 1957–1963            | 5,015   |
| 6  | Johnny Green     | 1959–1966            | 4,825   |
| 7  | Dave DeBusschere | 1968–1974            | 4,671   |
| 8  | Walt Frazier     | 1967–1977            | 4,598   |
| 9  | Kurt Thomas      | 1998–2005, 2012–2013 | 4,272   |
| 10 | Nat Clifton      | 1950–1957            | 4,066   |

### Assistências
| #  | Jogador                | Período              | Assistências |
| -- | ---------------------- | -------------------- | ------------ |
| 1  | Walt Frazier           | 1967–1977            | 4,791        |
| 2  | Mark Jackson           | 1987–1992, 2000–2002 | 4,005        |
| 3  | Dick McGuire           | 1949–1957            | 2,950        |
| 4  | Carl Braun             | 1947–1962            | 2,821        |
| 5  | Richie Guerin          | 1956–1964            | 2,725        |
| 6  | Bill Bradley           | 1967–1977            | 2,533        |
| 7  | Charlie Ward           | 1994–2004            | 2,451        |
| 8  | John Starks            | 1990–1998            | 2,394        |
| 9  | Ray Williams           | 1977–1981, 1983–1984 | 2,260        |
| 10 | Micheal Ray Richardson | 1978–1982            | 2,244        |